# Todesstrafe in den Vereinigten Staaten

Gesetzliche Situation in den Bundesstaaten in Bezug auf die Todesstrafe (daneben kann die Todesstrafe auch nach Bundesrecht und im Militärstrafrecht verhängt werden):

Die Todesstrafe in den Vereinigten Staaten ist eines der national wie international umstrittensten Elemente des Rechtssystems in den Vereinigten Staaten von Amerika. Ihre Verhängung sowie ihre Vollstreckung obliegt in den meisten Fällen den Bundesstaaten, von denen viele die Todesstrafe mittlerweile abgeschafft haben. Das Bundesstrafrecht sieht sie weiterhin vor, sowohl in der Militärgerichtsbarkeit als auch in den (wenigen) Strafangelegenheiten für Zivilisten nach Bundesrecht. Daher kann auch für Taten, die in einem Staat begangen wurden, der die Todesstrafe abgeschafft hat, diese verhängt werden, wenn der Täter nach Bundesrecht verurteilt wird. Aufgrund eines bundesweiten Vollstreckungsmoratoriums wurden zwischen 1967 und 1976 keine Hinrichtungen vorgenommen.

## Geschichte
| Exekutionen in den USA 1976–2015 |
| -------------------------------- |

| Justiz | Exekutionen seit 1976 | aktuell zum Tode verurteilte Gefängnisinsassen | Letztmalige Vollstreckung der Todesstrafe |
| --- | --------------------- | ---------------------------------------------- | ----------------------------------------- |
| Bundesregierung der Vereinigten Staaten | 16                    | 3                                              | 2021                                      |
| US-Streitkräfte | 0                     | 4                                              | 1961                                      |
| Texas | 595                   | 178                                            | 2025                                      |
| Oklahoma | 129                   | 32                                             | 2025                                      |
| Virginia | 113                   | –*                                             | 2017                                      |
| Florida | 113                   | 283                                            | 2025                                      |
| Missouri | 101                   | 8                                              | 2024                                      |
| Georgia | 77                    | 37                                             | 2024                                      |
| Alabama | 81                    | 163                                            | 2025                                      |
| Ohio | 56                    | 116                                            | 2018                                      |
| North Carolina | 43                    | 123                                            | 2006                                      |
| South Carolina | 49                    | 32                                             | 2025                                      |
| Arizona | 41                    | 114                                            | 2025                                      |
| Arkansas | 31                    | 27                                             | 2017                                      |
| Louisiana | 29                    | 63                                             | 2025                                      |
| Mississippi | 24                    | 37                                             | 2025                                      |
| Indiana | 22                    | 7                                              | 2025                                      |
| Delaware | 16                    | –*                                             | 2012                                      |
| Kalifornien | 13                    | 591                                            | 2006                                      |
| Tennessee | 14                    | 46                                             | 2025                                      |
| Nevada | 12                    | 59                                             | 2006                                      |
| Illinois | 12                    | –*                                             | 1999                                      |
| Utah | 8                     | 6                                              | 2024                                      |
| South Dakota | 5                     | 1                                              | 2019                                      |
| Washington | 5                     | –*                                             | 2010                                      |
| Maryland | 5                     | –*                                             | 2005                                      |
| Nebraska | 4                     | 11                                             | 2018                                      |
| Idaho | 3                     | 9                                              | 2012                                      |
| Kentucky | 3                     | 25                                             | 2008                                      |
| Montana | 3                     | 2                                              | 2006                                      |
| Pennsylvania | 3                     | 108                                            | 1999                                      |
| Oregon | 2                     | 0                                              | 1997                                      |
| Connecticut | 1                     | –*                                             | 2005                                      |
| New Mexico | 1                     | –*                                             | 2001                                      |
| Colorado | 1                     | –*                                             | 1997                                      |
| Wyoming | 1                     | 0                                              | 1992                                      |
| Kansas | 0                     | 9                                              |                                           |
| New Hampshire | 0                     | 1                                              | 1939                                      |
| Vereinigte Staaten insgesamt | 1.632                 | 2.095**                                        | 2025                                      |
| * Todesstrafe abgeschafft. In Oregon gilt seit November 2011 ein unbefristetes Moratorium. Weitere Staaten ohne Todesstrafe: Alaska, Colorado, Connecticut, Delaware, Hawaii, Illinois, Iowa, Maine, Massachusetts, Michigan, Minnesota, New Hampshire, New Jersey, New York, North Dakota, Rhode Island, Virginia, Vermont, Washington (Bundesstaat), West Virginia, Wisconsin, Weitere Territorien ohne Todesstrafe: District of Columbia, Amerikanische Jungferninseln, Amerikanisch-Samoa, Puerto Rico, Guam, Nördliche Marianen, United States Minor Outlying Islands ** Mehrere Gefangene wurden in mehr als einem Staat zum Tode verurteilt, so dass die Gesamtzahl niedriger ist als die Summe der Zahlen der einzelnen Staaten. |                       |                                                |                                           |

| Jahr | Anzahl verhängter Todesurteile (29. Februar 2024) |
| ---- | ------------------------------------------------- |
| 1998 | 295                                               |
| 1999 | 279                                               |
| 2000 | 223                                               |
| 2001 | 153                                               |
| 2002 | 166                                               |
| 2003 | 151                                               |
| 2004 | 138                                               |
| 2005 | 140                                               |
| 2006 | 123                                               |
| 2007 | 126                                               |
| 2008 | 120                                               |
| 2009 | 118                                               |
| 2010 | 114                                               |
| 2011 | 85                                                |
| 2012 | 82                                                |
| 2013 | 83                                                |
| 2014 | 73                                                |
| 2015 | 49                                                |
| 2016 | 31                                                |
| 2017 | 39                                                |
| 2018 | 43                                                |
| 2019 | 34                                                |
| 2020 | 18                                                |
| 2021 | 18                                                |
| 2022 | 21                                                |
| 2023 | 21                                                |
| 2024 | 26                                                |

| Staat                        | Exekutionen in den USA von 1680 bis 1976 |
| ---------------------------- | ---------------------------------------- |
| Virginia                     | 1.277                                    |
| New York                     | 1.130                                    |
| Pennsylvania                 | 1.040                                    |
| Georgia                      | 950                                      |
| North Carolina               | 784                                      |
| Texas                        | 755                                      |
| Kalifornien                  | 709                                      |
| Alabama                      | 708                                      |
| South Carolina               | 641                                      |
| Louisiana                    | 632                                      |
| Arkansas                     | 478                                      |
| Ohio                         | 438                                      |
| Kentucky                     | 424                                      |
| New Jersey                   | 361                                      |
| Mississippi (Bundesstaat)    | 351                                      |
| Illinois                     | 348                                      |
| Massachusetts                | 345                                      |
| Tennessee                    | 335                                      |
| Florida                      | 314                                      |
| Maryland                     | 309                                      |
| Missouri                     | 285                                      |
| West Virginia                | 155                                      |
| Oklahoma                     | 132                                      |
| Indiana                      | 131                                      |
| Connecticut                  | 126                                      |
| Oregon                       | 122                                      |
| Washington, D.C.             | 118                                      |
| Washington                   | 105                                      |
| Arizona                      | 104                                      |
| Colorado                     | 101                                      |
| New Mexico                   | 73                                       |
| Montana                      | 71                                       |
| Minnesota                    | 66                                       |
| Delaware                     | 62                                       |
| Nevada                       | 61                                       |
| Kansas                       | 57                                       |
| Rhode Island                 | 52                                       |
| Hawaii                       | 49                                       |
| Iowa                         | 45                                       |
| Utah                         | 43                                       |
| Nebraska                     | 34                                       |
| Idaho                        | 26                                       |
| Vermont                      | 26                                       |
| New Hampshire                | 24                                       |
| Wyoming                      | 22                                       |
| Maine                        | 21                                       |
| South Dakota                 | 15                                       |
| Michigan                     | 13                                       |
| Alaska                       | 12                                       |
| North Dakota                 | 8                                        |
| Wisconsin                    | 1                                        |
| Vereinigte Staaten insgesamt | 14.489                                   |

Die britischen Kolonien in Nordamerika verhängten bereits kurz nach ihrer Gründung die Todesstrafe. Die erste bekannte Hinrichtung war 1608 die von Kapitän George Kendall, der wegen Spionage für Spanien verurteilt worden war.
Die erste Frau, Jane Champion, wurde 1632 wegen Kindstötung hingerichtet. Bis in die 1990er Jahre waren weniger als drei Prozent der Hingerichteten weiblich. Seit Beginn der amerikanischen Kolonialzeit bis 1996 wurden etwa 20.000 Menschen hingerichtet, davon 400 Frauen, von denen wiederum 27 der Hexerei für schuldig befunden worden waren.
Ab 1834 begann man, Hinrichtungen unter Ausschluss der Öffentlichkeit zu vollstrecken. Die letzte öffentliche Hinrichtung fand am 14. August 1936 in Owensboro (Kentucky) statt, als der 22-jährige Afroamerikaner Rainey Bethea vor etwa 20.000 Zuschauern gehängt wurde.
Mitte des 19. Jahrhunderts wurde in Wisconsin und Michigan die Todesstrafe abgeschafft. 1888 wurde der elektrische Stuhl anstelle der bisherigen Methoden des Erschießens und Hängens eingeführt. Von 1924 an gab es in einigen Bundesstaaten als weitere „moderne“ Vollstreckungsmethode die Gaskammer.

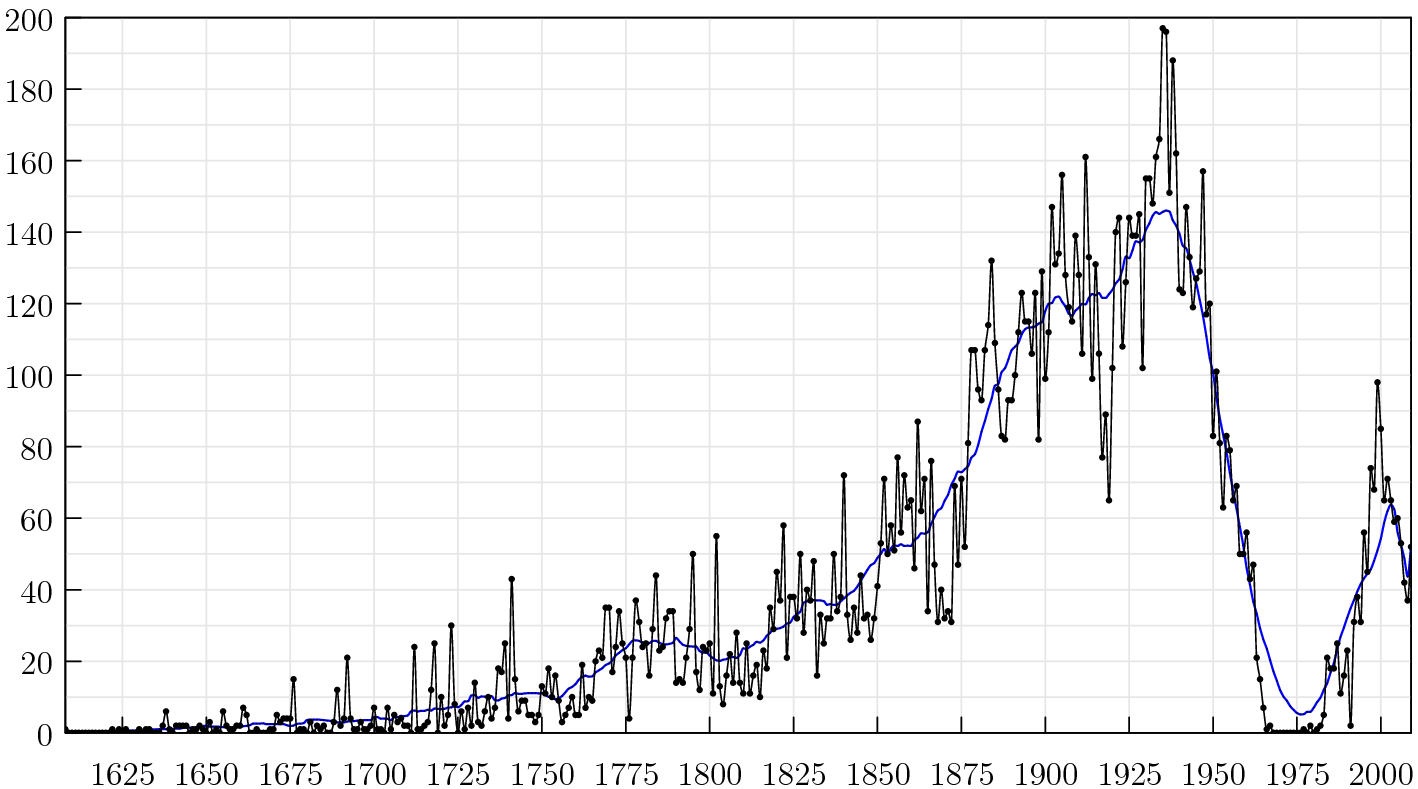
Hinrichtungen in den Vereinigten Staaten von 1608 bis 2009

Im 20. Jahrhundert gab es mehrere Fälle mit politischem Hintergrund, die großes Aufsehen erregten und die Öffentlichkeit polarisierten, zum Beispiel die Todesurteile gegen Sacco und Vanzetti sowie gegen das Ehepaar Ethel und Julius Rosenberg. 1935 wurden in den USA 199 Menschen hingerichtet, mehr als in jedem anderen Jahr. Im Jahr 1944 wurde mit dem 14-jährigen George Stinney der jüngste Mensch in den USA seit Beginn des 20. Jahrhunderts exekutiert. Sein Todesurteil wurde postum 2014 wegen Verfahrensfehler für ungültig erklärt.
Um das Jahr 1960 tendierte die öffentliche Einstellung allmählich gegen die Todesstrafe. Viele verbündete Nationen hatten die Todesstrafe entweder ganz abgeschafft oder eingeschränkt, und auch in den Vereinigten Staaten verminderte sich die Zahl der Hinrichtungen. In den Jahren um 1940 fanden noch 1289 Hinrichtungen statt, zehn Jahre später waren es noch 715, und die Zahl fiel weiter auf 191 von 1960 bis 1967. Laut einer Umfrage im Jahre 1966 befürworteten zu dieser Zeit nur noch 42 Prozent der amerikanischen Bevölkerung die Todesstrafe. Es wurde diskutiert, ob Menschen willkürlich zum Tode verurteilt werden durften.
Nach der Hinrichtung von Luis Jose Monge in der Gaskammer des Staates Colorado am 2. Juni 1967 kam es zu einem USA-weiten faktischen Vollstreckungsmoratorium, da mehrere Fälle über die grundsätzliche Zulässigkeit beim Obersten Gerichtshof der Vereinigten Staaten vorlagen. 1972 kam der Fall Furman gegen Georgia vor den Obersten Gerichtshof. Furman argumentierte, die Todesstrafe werde willkürlich und je nach Laune verhängt und verletze den 8. Zusatzartikel zur Verfassung der Vereinigten Staaten, der jeder Person Schutz vor grausamer und ungewöhnlicher Strafe gewährt. Die Obersten Richter urteilten, dass eine Strafe „grausam und ungewöhnlich“ sei, wenn sie dem Verbrechen nicht angemessen sei, wenn sie willkürlich verhängt werde, wenn sie den öffentlichen Gerechtigkeitssinn verletze und wenn sie nicht wirksamer sei als eine andere harte Strafe. Die Richter gaben Furman schließlich Recht, dass die Todesstrafe grausam und ungewöhnlich sei und den 8. Zusatzartikel verletze. Am 29. Juni 1972 erklärte der Oberste Gerichtshof 40 Todesstrafengesetze für nichtig, setzte die Todesstrafe im ganzen Land aus und wandelte die Todesurteile von 629 Gefangenen in lebenslängliche Haftstrafen um.
Die Bundesstaaten überarbeiteten ihre Todesstrafengesetze, um Willkür bei der Verhängung eines Todesurteils auszuschließen. Es wurden Richtlinien festgelegt, die es einem Richter oder den Geschworenen ermöglichen, erschwerende oder strafmildernde Faktoren zu berücksichtigen. Weiterhin wurden zwei unterschiedliche Phasen der Gerichtsverhandlung eingeführt – eine, in der über Schuld oder Nichtschuld des Angeklagten entschieden wird, und eine zweite, in der im Falle eines Schuldspruchs die Höhe der Strafe bestimmt wird. Außerdem wurden automatische Rechtsmittel festgelegt, nach denen Urteil und Strafe in der Berufung noch einmal geprüft werden können. Im Januar 1976 erlaubte der Supreme Court die Todesstrafe wieder.
Von Juli 1967 bis Dezember 1976, also neuneinhalb Jahre lang, fanden in den USA keine Vollstreckungen von Todesurteilen statt. Die Hinrichtungen wurden am 17. Januar 1977 wiederaufgenommen. Gary Gilmore wurde im Staatsgefängnis Utah durch ein Peloton exekutiert. Am 7. Dezember 1982 wurde mit Charlie Brooks in Texas erstmals ein Verurteilter per Giftspritze getötet. Am 2. Dezember 2005 wurde in den USA Kenneth Lee Boyd als der 1000. Häftling seit Wiedereinführung der Todesstrafe hingerichtet.
Im Oktober 2009 schlossen die USA und die Europäische Union ein neues Auslieferungs- und Amtshilfeabkommen ab, demzufolge durften Gefangene aus einem EU-Land nur dann ausgeliefert werden, wenn ihnen in den Vereinigten Staaten nicht die Todesstrafe droht. Das Abkommen trat im Februar 2010 in Kraft. Bereits vorher galt jedoch ein allgemeines Verbot der Auslieferung, wenn die Todesstrafe drohen sollte, in Deutschland etwa durch § 8 des Gesetzes über die internationale Rechtshilfe in Strafsachen oder durch Artikel 19 Absatz 2 der Charta der Grundrechte der europäischen Union.

## Todesstrafe in der öffentlichen Meinung
Nach Meinungsumfragen des Gallup-Instituts bewegte sich die Zustimmungsrate der Bevölkerung zur Todesstrafe im Zeitraum 1985 bis 2007 zwischen 64 und 80 Prozent, im Oktober 2007 lag sie bei 69 Prozent. Wird bei der Frage ausdrücklich die Möglichkeit der lebenslangen Freiheitsstrafe ohne die Möglichkeit der vorzeitigen Entlassung angeboten, sinken die Werte auf 47 bis 54 Prozent. In der Gallup-Meinungsumfrage vom November 2019 befürwortete erstmals eine Mehrheit der Befragten die lebenslange Freiheitsstrafe ohne die Möglichkeit der vorzeitigen Entlassung als Strafe für Mord gegenüber der Todesstrafe. Jedoch befürwortete weiter eine Mehrheit grundsätzlich die Todesstrafe als Bestandteil des Strafrechts.

## Kosten
Die Todesstrafe in den USA gilt als kostenintensiv. Eine Studie aus dem Jahr 2011 kam am Beispiel Kaliforniens zu dem Ergebnis, dass seit der Wiedereinführung der dortigen Todesstrafe 1978 insgesamt Mehrkosten in Höhe von über vier Milliarden Dollar entstanden waren. Dies entsprach Kosten von 307.692.308 Dollar für jede der im Untersuchungszeitraum durchgeführten 13 Hinrichtungen.

## Fehlurteile
Bis 2007 wurden in den USA insgesamt 15 zum Tode Verurteilte aufgrund neuer DNA-Beweise freigesprochen. Nach Einschätzung von Amnesty International wurden im Zeitraum von 1900 bis 1985 in den USA 350 Menschen zum Tode verurteilt, die unschuldig gewesen seien. In 97 Fällen von ihnen sei erst postum die Unschuld festgestellt worden. Bei 23 weiteren Hinrichtungen bestehen sehr starke Zweifel an der Schuld der hingerichteten Personen, in einem Fall erst durch einen DNA-Vergleich.
Seit 1973 wurden in 29 Bundesstaaten insgesamt 200 Menschen, wegen erwiesener Unschuld oder erheblicher Zweifel an ihrer Schuld, aus dem Todestrakt entlassen. Ursachen sind laut Amnesty inkompetente Verteidiger, Verfehlungen von Judikative und Exekutive oder die Zulassung von unglaubwürdigen Zeugen und Beweismitteln. In vielen Fällen konnten nachträgliche DNA-Analysen die Unschuld beweisen.
Eine 2014 in der Zeitschrift Proceedings of the National Academy of Sciences veröffentlichte Studie der Universität Michigan schätzt, dass über vier Prozent der in den Vereinigten Staaten zum Tode verurteilten Häftlinge unschuldig seien und, würden alle von ihnen weiterhin unter der Androhung der Todesstrafe bleiben, rehabilitiert werden müssten. Ein Teil von ihnen versterbe jedoch vorher oder erlebe die Umwandlung in eine lebenslange Freiheitsstrafe nicht, was Untersuchungen mit dem Ziel einer Entlastung unwahrscheinlich mache. Die Autoren bezeichnen ihr Ergebnis als konservative, also vorsichtige Schätzung.

## Aktuelle Situation
In 23 von 50 Bundesstaaten sowie im District of Columbia und in Puerto Rico ist die Todesstrafe formell abgeschafft. Zuletzt geschah die Abschaffung im Bundesstaat Virginia im März 2021. In mehreren weiteren Bundesstaaten wird die Todesstrafe nicht mehr vollstreckt. Doch können Bundesgerichte auch in Bundesstaaten, die selbst die Todesstrafe abgeschafft haben, in Fällen, in denen bundesweit geltende Strafbestimmungen anwendbar sind (federal crimes), die Todesstrafe verhängen, so zuletzt 2023 gegen Robert Bowers, den Attentäter von Pittsburgh 2018. Auch der Bombenattentäter von Oklahoma City, Timothy McVeigh und der überlebende Attentäter von Boston, Dschochar Zarnajew wurden durch Bundesgerichte verurteilt. Hinrichtungen nach Bundesrecht sind allerdings selten.
2015 wurden 28 Menschen in den USA hingerichtet, 85 Prozent davon in den drei Bundesstaaten Texas (13), Missouri (6) und Georgia (5). Das ist der niedrigste Wert seit 1991, als 14 Menschen hingerichtet worden waren. Die Zahl der verhängten Todesurteile ist ebenfalls gesunken auf 49 (2014 waren es noch 73). Sechs zum Tode Verurteilte sind 2015 für unschuldig erklärt worden.
2014 wurden 35 Menschen in den USA hingerichtet, davon 80 Prozent in Texas (10), Missouri (10) und Florida (8). 2014 wurden in Texas elf Todesurteile verhängt (34 waren es durchschnittlich in den 1990er Jahren), in Virginia (wie auch 2013) gar keines (6 in den 1990er Jahren), 14 Menschen wurden in Kalifornien, 11 in Florida zum Tode verurteilt.
Von 2005 bis 2015 haben 26 Bundesstaaten die Todesstrafe mindestens einmal vollstreckt, von 2011 bis 2015 waren es noch 14. Im Jahre 2013 waren es neun, 2014 sieben und 2015 noch sechs Bundesstaaten, die Todesurteile vollstreckt haben. Dabei haben Texas (84), Oklahoma (21) und Florida (23) von 2010 bis 2015 die Todesstrafe durchgehend angewendet, Ohio (20) und Arizona (14) von 2010 bis 2014. Auch Missouri (19), Georgia (14), Alabama (12) und Mississippi (11) haben im Zeitraum von 2010 bis 2015 relativ viele Urteile vollstreckt.
Am 16. April 2008 entschied der Oberste Gerichtshof im Fall Baze v. Rees grundsätzlich über die Zulässigkeit der Hinrichtung mittels tödlicher Injektion und erklärte sie für verfassungskonform. Die Kläger, zwei zum Tode Verurteilte aus Kentucky, hatten geltend gemacht, diese sei eine „grausame und ungewöhnliche Bestrafung“ und verstoße somit gegen den achten Zusatzartikel (Amendment) der Verfassung der Vereinigten Staaten.
Obwohl die Todesstrafe als solche nicht zur Entscheidung stand, fand das Verfahren angesichts der Tatsache, dass die Giftspritze in 37 von 38 Bundesstaaten, welche die Todesstrafe vollstrecken, als Haupthinrichtungsmethode angewandt wird, große Beachtung und löste auch eine Debatte über andere Methoden aus. Nachdem der Supreme Court im September 2007 entschieden hatte, dass er sich des Falles annehmen wird, wurden alle Hinrichtungen in den USA ausgesetzt. Nach der Entscheidung wurden sie wiederaufgenommen, zuerst am 6. Mai 2008 in Georgia mit der Vollstreckung des Todesurteils gegen William Earl Lynd.
Im März 2013 hob ein Berufungsgericht in San Francisco die am 18. Januar 1991 verhängte Todesstrafe gegen Debra Milke auf. Milke war dafür verurteilt worden, 1989 zwei Männer angestiftet zu haben, ihren vier Jahre alten Sohn zu erschießen; sie hatte immer ihre Unschuld beteuert. Der Berufungsrichter sprach von einem „besorgniserregenden Fall“. Milke habe damals keinen fairen Prozess erhalten. Der Hauptzeuge, ein Ermittler der Polizei, sei für Falschaussagen unter Eid und anderes Fehlverhalten bekannt gewesen.
Die Anwendung der Todesstrafe ist kaum geregelt und daher stark abhängig von speziellen Einflüssen. Die Person des Staatsanwalts ist der entscheidende Faktor: Nur fünf von rund 2400 Staatsanwaltschaften haben zusammen 440 Mal eine Verurteilung zum Tode erwirkt, etwa 15 % aller Verurteilten, die Ende 2015 auf ihre Hinrichtung warteten.
Lynne Abraham (* 1941) war von 1991 bis 2010 District Attorney (leitende Staatsanwältin) von Philadelphia. In dieser Zeit wurden 108 Menschen zum Tod verurteilt.
Die Regierung Trump hat im Jahr 2020, das von Trumps Wahlkampf um die Wiederwahl zum US-Präsident geprägt war, erstmals seit 2003 wieder Hinrichtungen auf Bundesebene durchgeführt. Am 25. Juli 2019 hatte US-Justizminister William Barr die Wiederaufnahme der Vollstreckungen angeordnet. Mit Beginn im Juli 2020 wurde an 10 Personen im Jahr 2020 die Todesstrafe nach Bundesrecht vollstreckt – so viele Hinrichtungen pro Jahr auf Bundesebene hatte es seit dem Jahr 1896, d. h. seit 124 Jahren nicht gegeben. Barr und sein Vize und kommissarischer Nachfolger Jeffrey Adam Rosen verteidigten dies mit dem Argument, dass den Opfern schrecklicher Verbrechen und deren Angehörigen Gerechtigkeit widerfahren müsse. Der nachfolgende US-Präsident Joe Biden beabsichtigte die Todesstrafe auf US-Bundesebene abzuschaffen. 2021 setzte die Biden-Regierung Hinrichtungen auf Bundesebene bis zum Abschluss einer Überprüfung durch das Justizministeriums aus. Es gebe ernsthafte Bedenken gegen die Vollstreckung der Todesstrafe, schrieb Justizminister Merrick B. Garland in einem Vermerk und verwies auf mögliche „Willkür“, die überproportionale Betroffenheit von Schwarzen und die „beunruhigende“ Zahl von Fehlurteilen.
Im Dezember 2024 wandelte Biden 37 der 40 nach Bundesrecht verhängten Todesurteile in lebenslange Haftstrafen ohne Möglichkeit zur Bewährung um. Ausgenommen waren die Urteile gegen drei, wegen Terrorismus oder durch Hass motivierten Massenmordes, Verurteilte.

### Hinrichtung Jugendlicher

Rechtliche Situation vor dem 1. März 2005:
keine Todesstrafe
Mindestalter 18 Jahre
Mindestalter 17 Jahre
Mindestalter 16 Jahre

Laut Amnesty International gehören die USA neben der Volksrepublik China, der Demokratischen Republik Kongo, Iran, Nigeria, Pakistan, Saudi-Arabien und Jemen zu den wenigen Ländern, in denen seit 2000 zur Tatzeit minderjährige Straftäter hingerichtet wurden. Seit einer Entscheidung des Obersten Gerichtshofes im Jahre 1988 ist die Verhängung der Todesstrafe für Straftäter unter 16 Jahren verfassungswidrig.
Bis zum März 2005 war die Todesstrafe gegen minderjährige Täter noch in 19 von 38 US-Bundesstaaten zulässig, in denen die Todesstrafe verhängt werden kann.
Am 1. März 2005 hat der Oberste Gerichtshof der Vereinigten Staaten mit äußerst knapper Mehrheit der Richterstimmen die Verfassungswidrigkeit von Todesurteilen für noch nicht 18-jährige Straftäter als „grausame und ungewöhnliche Strafe“ nach dem 8. Zusatzartikel der US-amerikanischen Verfassung festgestellt (Roper v. Simmons). Mit diesem Urteil, für das sich unter anderem auch Ex-Präsident Jimmy Carter eingesetzt hatte, wurde eine gegenteilige Entscheidung von 1989 (Stanford v. Kentucky) aufgehoben. Damit hat das Gericht die Auffassung bestätigt, die in vielen Einzelstaaten bereits zur Abschaffung der Todesstrafe für zur Tatzeit noch nicht volljährige Straftäter und geistig Behinderte geführt hatte. Die sogenannte death eligibility (Hinrichtungseignung) ist damit für die genannten Personengruppen nicht mehr gegeben.
Seit der Wiedereinführung der Todesstrafe 1976 sind in den USA 22 Menschen hingerichtet worden, die zur Tatzeit unter 18 Jahre alt waren. Der Letzte war Scott Allen Hain in Oklahoma am 3. April 2003.

### Hinrichtung ausländischer Staatsangehöriger
Anfang 2005 befanden sich unter den in den USA zum Tode Verurteilten 119 ausländische Staatsangehörige, darunter drei Deutsche: Die Brüder Michael und Rudi Apelt in Arizona und Dieter Riechmann in Florida, außerdem der in Nürnberg geborene US-Staatsbürger Troy Albert Kunkle in Texas. Kunkle wurde Ende Januar 2005 hingerichtet. Rudi Apelt wurde im Mai 2009 als geistig behindert eingestuft und die Todesstrafe gegen ihn in eine lebenslange Haftstrafe umgewandelt. Im März 2010 wurde das Todesurteil gegen Riechmann in lebenslange Haft umgewandelt.
Bereits 1999 waren in Arizona die wegen Mordes verurteilten Brüder Karl und Walter LaGrand hingerichtet worden. Ihre Eltern hatten sie als dreijährige Jungen nach Amerika mitgebracht. Deswegen besaßen sie die deutsche Staatsangehörigkeit, obwohl sie in den USA aufgewachsen waren. Sie waren bei der Berufung von den amerikanischen Behörden während ihres Verfahrens nicht ausreichend über die Möglichkeit aufgeklärt worden, konsularische Hilfe in Anspruch zu nehmen. Deswegen verklagte die Bundesrepublik Deutschland die USA vor dem Internationalen Gerichtshof. Mit Urteil vom 27. Juni 2001 entschied das Gericht, dass die USA das Wiener Übereinkommen über konsularische Beziehungen verletzt haben.
Im Vorfeld der Exekution des mexikanischen Staatsangehörigen Humberto Leal Garcia in Texas am 7. Juli 2011 kam es erneut zu einer Kontroverse. Die Hohe Kommissarin der Vereinten Nationen für Menschenrechte, Navanethem Pillay, kritisierte, dass Garcia nicht konsularisch betreut worden war und die USA damit gegen das Völkerrecht verstoßen habe. Die US-Regierung unter Präsident Obama setzte sich gegen die Hinrichtung ein, weil sie diplomatische Konsequenzen und eine Verschlechterung der Behandlung amerikanischer Bürger im Ausland fürchtete. Gouverneur Rick Perry (Republikaner) lehnte eine Begnadigung aber ab; der Supreme Court entschied mit 5:4 Richterstimmen gegen einen Aufschub der Hinrichtung.
Garcia wurde am 7. Juli hingerichtet; Perry gab kurz darauf – am 13. August 2011 – offiziell seine Kandidatur für die Nominierung zum Präsidentschaftsamt bekannt (später setzte sich Mitt Romney durch). Perry bekräftigte mit dieser Hinrichtung gleichsam seine Position zur Todesstrafe. Damals wies ein Sprecher Perrys die Kritik der EU an der Todesstrafe vehement zurück unter anderem mit dem Hinweis „Vor 230 Jahren haben unsere Vorfahren einen Krieg geführt, um sich von dem Joch eines europäischen Herrschers zu befreien, um Freiheit und Selbstbestimmung zu erlangen“ und verbat sich die Einmischung der EU in die Angelegenheiten des Bundesstaates Texas.

### Hinrichtung geistig Behinderter
Im Jahre 2002 entschied der Oberste Gerichtshof der USA, dass die Todesstrafe für geistig Behinderte unzulässig ist, da sie eine „grausame oder ungewöhnliche Bestrafung“ darstellt und damit verfassungswidrig ist.
Daryl Atkins war der Präzedenzfall, da bei ihm ein Intelligenzquotient (IQ) von 59 festgestellt wurde. Die endgültige Entscheidung oblag aber dem Gericht der Bundesstaaten, und die Geschworenen in Virginia verurteilten ihn zum Tode, weil bei einem erneuten IQ-Test ein Wert von 76 ermittelt wurde. Die Strafe wurde später in eine lebenslange Haft umgewandelt.
Es liegt im Ermessen der einzelnen Staaten, wann ein Häftling als geistig behindert anzusehen ist. In Texas kam es 2012 auf diese Weise zu den umstrittenen Hinrichtungen von Yokamon Hearn und Marvin Wilson. In Georgia wurde mit Warren Lee Hill im Januar 2015 ein weiterer Häftling exekutiert, der möglicherweise geistig behindert war.

### Hinrichtungen wegen Nicht-Tötungsdelikten
Seit Wiedereinführung der Todesstrafe 1976 wurden Todesurteile ausschließlich wegen Tötungsdelikten vollstreckt. Die letzte Hinrichtung wegen eines Verbrechens, bei dem kein Mensch getötet wurde, fand am 4. September 1964 in Alabama statt; James Coburn wurde wegen schweren Raubes hingerichtet. Jedoch werden in mehreren Staaten sowie auf Bundesebene auch andere Straftaten wie Drogenschmuggel, Flugzeugentführung oder schwerer Kindesmissbrauch mit dem Tode bedroht.
Der Oberste Gerichtshof hatte sich 1977 im Fall Coker v. Georgia mit der Frage beschäftigt, ob auch für ein Nicht-Tötungsdelikt die Todesstrafe ausgesprochen werden darf. Er entschied, dass die Todesstrafe wegen der Vergewaltigung einer erwachsenen Frau eine grausame und ungewöhnliche Bestrafung darstelle und damit gegen den 8. Zusatzartikel zur Verfassung der Vereinigten Staaten verstoße. Die Rechtslehre war sich daraufhin jedoch uneinig, ob damit die Todesstrafe für alle Vergewaltigungsdelikte verboten sei oder lediglich für die Vergewaltigung einer erwachsenen Frau. Für die Vergewaltigung von Kindern konnte nämlich in mehreren Bundesstaaten (Montana, Oklahoma, South Carolina, Texas) die Todesstrafe verhängt werden. Mit seinem Urteil im Fall Kennedy v. Louisiana entschied der Oberste Gerichtshof 2008, dass auch solche Bestimmungen gegen die Verfassung verstoßen. US-Präsident Barack Obama, damals Junior Senator für Illinois, wie auch sein republikanischer Gegenkandidat bei der Wahl 2008, John McCain, kritisierten das Urteil.

### Verfahrensmängel bei Todesurteilen
Ein wesentlicher Kritikpunkt ist die häufig unzureichende Vertretung unterprivilegierter Straftäter durch Pflichtverteidiger. 1996 gab es in Georgia einen Fall, bei dem ein zum Tode Verurteilter mit unterdurchschnittlichem Intelligenzquotienten in einem Berufungsverfahren überhaupt keinen Rechtsbeistand hatte. Die Anwaltsvereinigung American Bar Association veröffentlichte erstmals 1989 Richtlinien für angemessene anwaltliche Vertretung in Todesstrafenverfahren und vermittelt Anwälte, die ohne Bezahlung solche Fälle übernehmen. Professor James S. Liebman von der Columbia University veröffentlichte im Juni 2000 unter dem Titel A broken system eine Langzeitstudie über den Ausgang von Berufungsverfahren zwischen 1973 und 1995, der zufolge Todesurteile in 68 Prozent der Fälle durch eine höhere Instanz zugunsten des Angeklagten korrigiert wurden.
Ein weiterer Verfahrensmangel ist die bei der Auswahl der Jury zuweilen festzustellende Rassendiskriminierung, die darin besteht, dass die Staatsanwaltschaft, die eine Reihe potenzieller Geschworener ohne Begründung ablehnen kann, bei der Ablehnung offensichtlich sach- und rechtswidrig die Übereinstimmung der Hautfarbe der Geschworenen mit der des dunkelhäutigen Angeklagten zum Kriterium macht. Dies wurde vom Obersten Gerichtshof mehrfach beanstandet und mit der Aufhebung von Todesurteilen vor allem texanischer Gerichte sanktioniert, zuletzt (Juni 2005) im Verfahren Miller-El v. Dretke, No. 03–9659, in dem zehn von elf schwarzen Jury-Kandidaten von der Staatsanwaltschaft abgelehnt worden waren.
Es ist jedoch weiterhin zulässig, Geschworenenkandidaten, die sich prinzipiell gegen die Todesstrafe aussprechen, abzulehnen. Dieser „death qualifying“ genannte Ausleseprozess steht in der Kritik, da nach mehreren Untersuchungen solchermaßen ausgelesene Jurys unabhängig vom Strafmaß Angeklagte häufiger schuldig sprechen als Jurys, die ohne eine solche Auslese zustande kommen.

#### Ermittlungsmängel bei Todesurteilen
2012 untersuchten das US-Justizministerium und das FBI knapp 270 Gerichtsurteile aus der Zeit zwischen 1985 und 2000. In all diesen Fällen kam es zu Verurteilungen auf der Grundlage von Haar-Analysen mit dem Mikroskop. Die nachträglich mit DNA-Analysen überprüften Gutachten hatten eine Fehlerquote von 95 %. Aufgrund der inzwischen vollstreckten Urteile wurden 14 Menschen hingerichtet oder starben im Gefängnis.

### Geschlechtsspezifische Aspekte
Ein Missverhältnis bei den ausgesprochenen wie vollstreckten Todesurteilen ergibt sich hinsichtlich des Geschlechts. Der größte Teil der zum Tode Verurteilten sind Männer. Die Kriminalitätsrate bei Männern ist deutlich höher, Frauen begehen seltener schwere Gewaltverbrechen. Betrachtet man jedoch den Anteil der wegen solcher Delikte verhafteten Frauen und den weiteren Verfahrensverlauf, wird offenbar, dass circa 13 Prozent der in Mordfällen Verhafteten Frauen waren, aber von der Wiederaufnahme der Todesstrafe bis 1996 von insgesamt 5569 Todesurteilen nur 113 gegen Frauen verhängt wurden. Während in diesem Zeitraum 301 Männer hingerichtet wurden, wurde nur eine Frau hingerichtet.
Die bisher letzte hingerichtete Frau war Lisa Montgomery. Sie wurde am 13. Januar 2021 im US-Bundesstaat Indiana im Terre Haute Federal Correctional Complex nach Bundesrecht mit der Giftspritze hingerichtet. Es war die erste Hinrichtung einer Frau seit fast 70 Jahren durch die US-Bundesjustiz.

### Bildungsspezifische Aspekte
Einer US-amerikanischen Studie aus dem Jahre 2008 zufolge ist nach dem Geschlecht der Bildungsstand der bedeutendste Faktor bei der Entscheidung, ob ein Angeklagter für sein Verbrechen zum Tode verurteilt und schließlich hingerichtet wird.

### Hinrichtungsarten

Durchführung der Todesstrafe:
ausschließlich durch tödliche Injektion
tödliche Injektion als primäre Methode; weitere Methoden möglich
tödliche Injektion nie durchgeführt
keine Todesstrafe

Die von Bundesstaat zu Bundesstaat unterschiedlich zulässigen Hinrichtungsmethoden sind (Anzahl der Anwendungen von 1976 bis 1. August 2025): Injektion (1446), Elektrokution (163), Gaskammer (17), Erschießen (4) und Hängen (3). In Nebraska war als einzigem Staat die Elektrokution zwingend vorgeschrieben, allerdings hat der oberste Gerichtshof diese im Jahr 2008 als verfassungswidrig erklärt. Mittlerweile hat Nebraska die Todesstrafe abgeschafft und alle Todesurteile wurden umgewandelt. Alle anderen Staaten, bei denen die Injektion nicht die grundsätzlich angewandte Methode ist, bieten dem zum Tode Verurteilten diese Möglichkeit an.
Seitdem es zu Lieferengpässen bei den Medikamenten, die zur tödlichen Injektion verwendet werden, kam, gab es in mehreren Bundesstaaten Überlegungen, ältere Hinrichtungsarten wieder einzuführen. In Tennessee unterzeichnete der damalige Gouverneur Bill Haslam Ende Mai 2014 ein Gesetz, welches den elektrischen Stuhl wieder zur Primärmethode macht, sofern die Medikamente für die Giftspritze nicht zur Verfügung stehen. Aus demselben Beweggrund wurde in Utah entschieden, die seit 2004 offiziell abgeschaffte, jedoch am 18. Juni 2010 letztmals durchgeführte Hinrichtung durch Erschießen wieder zuzulassen. Im Jahr 2021 war die Hinrichtung durch ein Erschießungskommando in den Bundesstaaten Mississippi, Oklahoma und Utah möglich. Zuletzt stellte South Carolina ab Mai 2021 den Häftlingen frei, anstelle der tödlichen Injektion Erschießen oder den elektrischen Stuhl als Hinrichtungsmethode zu wählen. Als Begründung nennt South Carolina den anhaltenden Mangel an erforderlichen Präparaten für die letale Injektion.

### Regionaler Aspekt
Abgesehen von Tennessee und Kentucky stehen die ehemaligen Mitglieder der Konföderierten Staaten von Amerika sowie Ohio bei den Nordstaaten für die meisten durchgeführten Hinrichtungen.
| ehemalige Konföderierte Staaten von Amerika | Hinrichtungen |                 | Nordstaaten | Hinrichtungen |
| Texas                                       | 556           | Ohio            | 56          |               |
| Virginia                                    | 113           | Indiana         | 20          |               |
| Florida                                     | 97            | Delaware        | 16          |               |
| Missouri                                    | 88            | Kalifornien     | 13          |               |
| Georgia                                     | 72            | Illinois        | 12          |               |
| Alabama                                     | 64            | Nevada          | 12          |               |
| South Carolina                              | 43            | Utah            | 7           |               |
| North Carolina                              | 43            | Maryland        | 5           |               |
| Arizona                                     | 37            | Washington      | 5           |               |
| Arkansas                                    | 31            | Nebraska        | 4           |               |
| Louisiana                                   | 28            | South Dakota    | 4           |               |
| Mississippi                                 | 21            | Montana         | 3           |               |
| Tennessee                                   | 9             | Pennsylvania    | 3           |               |
| Kentucky                                    | 3             | Bundesregierung | 3           |               |
|                                             |               | Idaho           | 3           |               |
|                                             |               | Oregon          | 2           |               |
|                                             |               | Connecticut     | 1           |               |
|                                             |               | New Mexico      | 1           |               |
|                                             |               | Colorado        | 1           |               |
|                                             |               | Wyoming         | 1           |               |
|                                             |               |                 |             |               |
| Summe                                       | 1208          |                 |             |               |
| + Oklahoma                                  | 112           |                 |             |               |
|                                             |               |                 |             |               |
| Summe mit Oklahoma                          | 1320          |                 | Summe       | 172           |

Die ehemaligen Staaten der Konföderierten Staaten von Amerika haben bis Februar 2019 1208 Menschen hingerichtet (81 %). Oklahoma, welches erst später Teil der USA wurde, aber den Südstaaten zugeordnet wird, weitere 112 Menschen (7,5 %). Somit fallen auf die Nordstaaten, die Bundesregierung und später aufgenommene Staaten 172 Hinrichtungen (11,5 %).
Ohio, Indiana und Delaware haben zusammen mehr als die Hälfte aller Hinrichtungen in den Nordstaaten durchgeführt.

## Situation in den einzelnen Jurisdiktionen

Relative Zahl der Personen, die zum Tode verurteilt sind, aber bisher nicht hingerichtet wurden je 100.000 Einwohner (aufgeschlüsselt nach Bundesstaaten)

Absolute Zahl der Personen, die zum Tode verurteilt sind, aber bisher nicht hingerichtet wurden (aufgeschlüsselt nach Bundesstaaten)

| State        | Beginn des Moratoriums | Dauer |
| ------------ | ---------------------- | --- |
| Oregon       | 22. November 2011      | unbefristetes Moratorium. Ziel ist die Abschaffung der Todesstrafe im Bundesstaat.                                                        |
| Pennsylvania | 13. Februar 2015       | bis zum Erhalt eines Untersuchungsberichts                                                                                                |
| Kalifornien  | 17. Juli 2014          | unbefristetes Moratorium. Verfassungswidrig laut Cormac J. Carney Gouverneur Gavin Newsom verhängte Mitte März 2019 ein neues Moratorium. |

| Nr. | State            | Jahr der Abschaffung |
| --- | ---------------- | -------------------- |
| 1 | Michigan         | 1846                 |
| 2 | Wisconsin        | 1853                 |
| 3 | Maine            | 1887                 |
| 4 | Minnesota        | 1911                 |
| 5 | Puerto Rico      | 1929                 |
| 6 | Alaska           | 1957                 |
| 7 | Hawaii           | 1957                 |
| 8 | Vermont          | 1964 1               |
| 9 | Iowa             | 1965                 |
| 10 | West Virginia    | 1965                 |
| 11 | North Dakota     | 1973                 |
| 12 | Washington, D.C. | 1981                 |
| 13 | Massachusetts    | 1984 2               |
| 14 | Rhode Island     | 1984                 |
| 15 | New Jersey       | 2007                 |
| 16 | New York         | 2007 2               |
| 17 | New Mexico       | 2009 3               |
| 18 | Illinois         | 2011                 |
| 19 | Connecticut      | 2012                 |
| 20 | Maryland         | 2013                 |
| 21 | Delaware         | 2016 2               |
| 22 | New Hampshire    | 2019 3               |
| 23 | Colorado         | 2020                 |
| 24 | Virginia         | 2021                 |
| 25 | Washington       | 2023                 |
| 1 In Vermont ist die Todesstrafe bei Hochverrat weiterhin möglich. 2 In diesen Staaten wurde die Todesstrafe durch Gerichte untersagt. 3 Straftäter, die vor diesem Datum zum Tode verurteilt wurden, können in diesen Staaten weiterhin hingerichtet werden. |                  |                      |

### Bund
Das Bundesstrafrecht (Titel 18 des United States Code) sieht die Todesstrafe vor, allerdings wird die ganz überwiegende Mehrheit der Straftaten nach dem Recht der 50 Bundesstaaten verfolgt. Nur in vergleichsweise wenigen Fällen besteht eine strafrechtliche Zuständigkeit der Bundesgerichte. Hinrichtungen nach Bundesrecht sind daher selten. Seit Wiedereinführung der Todesstrafe im Jahr 1976 bis Ende 2022 wurden auf Bundesebene außerhalb des Militärstrafrechts insgesamt 16 Personen hingerichtet, zuletzt Dustin Higgs am 16. Januar 2021. Nach Umwandlung von 37 Todesstrafen in lebenslange Haftstrafen im Dezember 2024 warten noch 3 nach Bundesrecht zum Tode Verurteilte auf ihre Hinrichtung, alle sind Männer. Das bislang letzte nach Bundesrecht verhängte (aber bislang nicht vollstreckte) Todesurteil erging 2023 gegen Robert Bowers, den Attentäter von Pittsburgh 2018.
Nach 16-jähriger Pause bei Hinrichtungen nach Bundesrecht ordnete Justizminister William Barr am 25. Juli 2019 deren Wiederaufnahme an. Unter der Präsidentschaft von Donald Trump wurden beginnend mit dem Juli 2020 bis Dezember 2020 zehn Personen hingerichtet. Nachdem Trump die Präsidentschaftswahl am 3. November 2020 verloren hatte, wurden die Hinrichtungen fortgesetzt. Die Trump-Administration brach damit mit einer 130-jährigen Tradition, wonach in der Übergangsphase zwischen zwei Präsidenten keine Hinrichtungen stattfinden. Sein gewählter Amtsnachfolger Joe Biden hatte sich wiederholt gegen die Todesstrafe im Allgemeinen ausgesprochen. Mit 13 vollstreckten Todesurteilen wurden in den letzten sechs Monaten der Präsidentschaft Trumps mehr als dreimal so viel Personen nach Bundesrecht hingerichtet, wie in den sechs Jahrzehnten zuvor. Am 1. Juli 2021 verfügte Justizminister Merrick Garland eine Überprüfung aller Verfahren, die in der Kompetenz des Bundes liegen, und die Aussetzung des Vollzugs der Todesstrafen, die von Bundesgerichten verhängt worden waren. Im Dezember 2024 wandelte Joe Biden 37 der 40 nach Bundesrecht verhängten Todesurteile in lebenslange Haftstrafen ohne Möglichkeit zur Bewährung um. Ausgenommen waren die Urteile gegen drei, wegen Terrorismus oder durch Hass motivierten Massenmordes, Verurteilte.
Das Militärstrafrecht ist bundesrechtlich im Uniform Code of Military Justice geregelt. Die letzte Hinrichtung nach Militärstrafrecht fand 1961 statt.
Der District of Columbia untersteht direkt dem Bund, besitzt aber seit 1973 begrenzte Selbstverwaltung unter einem gewählten örtlichen Parlament („Council of the District of Columbia“). Dieses schaffte die Todesstrafe 1981 ab.
Anzahl der Hinrichtungen nach Bundesrecht pro Jahr (Stand: 24. Februar 2023):

### Alabama
Die erste Hinrichtung in Alabama fand 1812 statt. Bis zur Einführung des elektrischen Stuhls 1927 war Erhängen die gebräuchlichste Hinrichtungsmethode. Nach dem Ablauf des seit 1967 geltenden bundesweiten Moratoriums wurde die Todesstrafe 1976 in Alabama wieder eingeführt und die Hinrichtungen 1983 wiederaufgenommen. Die bislang letzte Hinrichtung fand im Januar 2024 statt. Die für den 22. Februar 2018 angesetzte Hinrichtung des 61-jährigen Delinquenten Doyle Lee Hamm wurde abgebrochen, nachdem mehrere Versuche gescheitert waren, einen venösen Zugang zur Verabreichung der Giftspritze zu legen, auch 2022 scheiterte ein Versuch aus den gleichen Gründen. Seit 1983 wurden insgesamt 61 Menschen hingerichtet, davon 60 Männer. Alabama war bis 2017 der letzte Bundesstaat, in dem ein Richter ohne Einschränkung die Todesstrafe trotz anderslautender Strafzumessung durch die Jury verhängen konnte, selbst dann, wenn letztere eine lebenslange Haftstrafe fordert. Im November 2023 entschied der Oberste Gerichtshof von Alabama, dass ein Häftling durch die Vergasung mit Stickstoff hingerichtet werden darf, die Hinrichtung von Kenneth Eugene Smith fand am 26. Januar 2024 statt.
Anzahl der Hinrichtungen pro Jahr:

### Alaska
Zwischen dem Kauf Alaskas 1867 und dem Jahr 1899 gab es nur sieben dokumentierte Hinrichtungen. Zwischen 1900 und 1957 wurden acht weitere Todesurteile vollstreckt. 1957 schaffte Alaska, damals noch ein Territorium der Vereinigten Staaten, die Todesstrafe ab. 1959 wurde Alaska ein Bundesstaat. Neben Hawaii ist es damit der einzige Bundesstaat, in dem nie die Todesstrafe galt.

### Arizona
1973 legte Arizona die rechtlichen Grundlagen zur Wiedereinführung der Todesstrafe. Am 6. April 1992 fand die erste Hinrichtung statt. Am 15. November 1992 wurde die Giftspritze zur einzigen Hinrichtungsmethode erklärt. Wer vor diesem Datum verurteilt wurde, konnte allerdings zwischen der Giftspritze und der Gaskammer wählen. Zwischen 1992 und 2022 wurde die Todesstrafe in Arizona 40 Mal vollstreckt. Bei allen Hingerichteten handelte es sich um Männer. Am 23. Juli 2014 fand die vorerst letzte Anwendung der Todesstrafe mit der Hinrichtung von Joseph Rudolph Wood III statt. Diese erregte besondere öffentliche Aufmerksamkeit, da Wood durch einen fehlerhaft dosierten Gift-Cocktail einen mehr als einstündigen Todeskampf durchlitt. Am folgenden Tag wurde ein vorläufiger Hinrichtungsstopp beschlossen, der bis zur endgültigen Überprüfung der Verfahrensweise bei Hinrichtungen andauern sollte. Im Jahr 2022 fanden wieder drei Hinrichtungen statt, bevor diese unter der neuen demokratischen Gouverneurin Katie Hobbs 2023 erneut ausgesetzt wurden.
Anzahl der Hinrichtungen pro Jahr:

### Arkansas
Als 1967 ein bundesweites Moratorium verhängt wurde, begnadigte Gouverneur Winthrop Rockefeller alle 15 damals zum Tode Verurteilten. 1973 wurde die Todesstrafe in Arkansas wieder eingeführt. Die Hinrichtungen wurden 1990 wiederaufgenommen. Am 24. April 2017 fand die erste Doppelhinrichtung in den USA seit dem Jahr 2000 statt.
Anzahl der Hinrichtungen pro Jahr:

### Colorado
Seit Wiedereinführung der Todesstrafe in den Vereinigten Staaten 1976 wurde diese in Colorado bislang nur einmal angewandt (1997). 2009 wurde ein Gesetzentwurf eingebracht, der die Todesstrafe in Colorado vollständig abschaffen sollte. Er wurde mit knapper Mehrheit im Repräsentantenhaus angenommen, anschließend aber mit knapper Mehrheit im Senat abgelehnt. 2013 verschob Colorados Gouverneur John Hickenlooper die Hinrichtung des Mörders Nathan Dunlop auf unbestimmte Zeit.
Wird die Bevölkerung des Jahres 2010 mit den Hinrichtungen bis zum 17. Januar 2016 ins Verhältnis gesetzt, so steht Colorado mit 0,02 Hinrichtungen pro 100.000 Einwohner an letzter Stelle.
Im März 2020 wurde die Todesstrafe abgeschafft.

### Connecticut
Der Gouverneur von Connecticut hat kein Begnadigungsrecht. Am 13. Mai 2005 fand die erste Vollstreckung eines Todesurteils seit 1960 statt. Damals war Joseph Taborsky noch auf dem elektrischen Stuhl hingerichtet worden. Es handelte sich um den Serienmörder Michael Bruce Ross, der nach 18 Jahren in der Todeszelle auf weitere ihm noch zustehende Rechtsmittel verzichtet hatte. In den letzten Tagen vor seiner Hinrichtung wurden durch die ehemaligen Pflichtverteidiger mehrere vergebliche Versuche gemacht, die Hinrichtung gerichtlich verhindern zu lassen. Ihre Argumentation lautete, dass Ross wegen seines Verzichts auf Rechtsmittel möglicherweise unzurechnungsfähig sei. In diesem Falle wäre eine Hinrichtung unrechtmäßig gewesen.
2012 schaffte Connecticut als 17. Staat die Todesstrafe ab. Im Jahre 2009 stimmten Senat und Abgeordnetenhaus für ein Gesetz, das die Abschaffung der Todesstrafe vorsah. Die damals amtierende Gouverneurin M. Jodi Rell legte jedoch ihr Veto ein. Im April 2012 stimmten Senat und Abgeordnetenhaus erneut für die Abschaffung der Todesstrafe. Der seit Januar 2011 amtierende Gouverneur Dan Malloy unterzeichnete das Gesetz am 25. April 2012. Die Abschaffung der Todesstrafe gilt für Taten, die am Tag der Unterzeichnung des Gesetzes oder danach begangen wurden, aber nicht rückwirkend, wodurch die Todesurteile von elf Männern ursprünglich weiterhin bestehen blieben. Der Connecticut Supreme Court entschied am 13. August 2015, dass die Todesstrafe verfassungswidrig ist, dadurch wurden die Urteile der letzten elf im Todestrakt von Connecticut verbleibenden Männer in lebenslange Haftstrafen umgewandelt.

### Delaware
Im Mai 2015 scheiterte im Justizausschuss mit knapper Mehrheit ein Gesetzentwurf, der die Abschaffung der Todesstrafe in Delaware vorsah. Im August 2016 erklärte das höchste Gericht Delawares die Todesstrafe in der bisherigen Form für verfassungswidrig.
Nur bei Einstimmigkeit der Jury sei die Todesstrafe verfassungskonform. Der Delaware Supreme Court entschied am 15. Dezember 2016, dass die Urteile der 13 im Todestrakt von Delaware verbliebenen Männer in lebenslange Haftstrafen umgewandelt werden.
Wird die Bevölkerung des Jahres 2010 mit den Hinrichtungen bis zum 17. Januar 2016 ins Verhältnis gesetzt, so steht Delaware mit 1,78 Hinrichtungen pro 100.000 Einwohner an dritter Stelle hinter Oklahoma mit einer Quote 2,99 und Texas mit einer Quote von 2,11.
Anzahl der Hinrichtungen pro Jahr:

### Florida
Seit der Wiedereinführung der Todesstrafe wurden in Florida 95 Menschen im Florida State Prison hingerichtet. Bis 1999 wurden Hinrichtungen ausschließlich durch den elektrischen Stuhl ausgeführt. Nach der Umstellung auf die tödliche Injektion als Primärmethode blieb der elektrische Stuhl zwar als Sekundärmethode bestehen, wurde seitdem aber nicht mehr genutzt. Im April 2023 unterzeichnete Gouverneur Ron DeSantis ein Gesetz, wonach bei der Verhängung des Strafmaßes nicht mehr eine einstimmige Empfehlung vonnöten ist, sondern eine Mehrheit von acht der zwölf Stimmen ausreicht. Beim Schuldspruch bedarf es allerdings weiterhin Einstimmigkeit.
Im Anschluss an eine Hinrichtung, bei der eine zweite Injektion erforderlich war, wodurch der Todeskampf des Hinzurichtenden auf 34 Minuten verlängert wurde, entschied der damalige Gouverneur Jeb Bush am 15. Dezember 2006, Hinrichtungen bis auf Weiteres auszusetzen und die menschlichen und verfassungsrechtlichen Aspekte der schlecht beherrschten Hinrichtungsmethode durch eine Kommission überprüfen zu lassen. Seit September 2008 werden wieder Todesurteile vollstreckt.
Unter dem Republikaner Rick Scott wurden seit 2012 26 der insgesamt 95 Todesurteile (27 %) vollstreckt. Der Oberste Gerichtshof Floridas verhängte im Februar 2015 einen vorläufigen Hinrichtungsstopp bis zur juristischen Klärung der Rechtmäßigkeit des in Florida etablierten Hinrichtungsverfahrens, bei dem die auch in anderen US-Bundesstaaten umstrittene kombinierte Gabe von Midazolam und Hydromorphon eingesetzt wird. Die bislang letzte Hinrichtung fand im Mai 2019 statt.
Florida hat mit 350 zum Tode Verurteilten (Stand Dezember 2017) nach Kalifornien die zweithöchste Zahl in den USA.
Anzahl der Hinrichtungen pro Jahr:

### Georgia
Am 21. September 2011 wurde nach etwa 20 Jahren in der Todeszelle der Afroamerikaner Troy Davis mit einer Giftspritze hingerichtet. Er war wegen Mordes an einem Polizisten verurteilt, hatte stets seine Unschuld beteuert und starb trotz weltweiter Gnadenappelle. Sein Fall gilt „als einer der umstrittensten Justizfälle der USA“.
Anzahl der Hinrichtungen pro Jahr:

### Hawaii
Im 19. und frühen 20. Jahrhundert gab es in Hawaii insgesamt 49 Hinrichtungen. Fast alle Todesurteile wurden gegen Angehörige von Minderheiten (Polynesier, Chinesen, Japaner und Filipinos) verhängt. 1957 schaffte Hawaii, damals noch ein Territorium der Vereinigten Staaten, die Todesstrafe ab. 1959 wurde Hawaii ein Bundesstaat. Neben Alaska ist es damit der einzige Bundesstaat, in dem nie die Todesstrafe galt.

### Idaho
Die Todesstrafe wurde 1864 in Idaho eingeführt und wird bis heute angewandt. Nach dem bundesweiten Moratorium wurde sie 1973 wieder eingeführt. Bislang wurden insgesamt 29 Hinrichtungen durchgeführt, davon drei seit 1976. Seit 2009 ist die Giftspritze die einzige Hinrichtungsmethode.
Anzahl der Hinrichtungen pro Jahr:

### Illinois
Seit der Wiedereinführung der Todesstrafe konnte im Bundesstaat Illinois bei mehreren zum Tode Verurteilten die Unschuld bewiesen werden. Der scheidende Gouverneur George Ryan wandelte daraufhin im Jahre 2003 die Strafe aller 167 in Illinois zum Tode Verurteilten in lebenslange Haft um. Zudem galt in Illinois seit Januar 2000 ein Vollstreckungsmoratorium. Diesem ging unter anderem ein Bericht der Chicago Tribune voraus, in dem von falschen Beweisen, skrupellosen Prozessabsprachen und juristischer Inkompetenz die Rede war. Im Fall des zum Tode Verurteilten Anthony Porter konnten Studenten des Journalistik-Professors David Protess ein Fehlurteil nachweisen. Porter wurde daraufhin im März 1999 aus der Todeszelle entlassen.
2011 schaffte Illinois als 16. Staat die Todesstrafe ab. Anfang des Jahres 2011 verabschiedeten Repräsentantenhaus und Senat des Bundesstaates ein Gesetz zur endgültigen Abschaffung der Todesstrafe in Illinois. Es trat am 1. Juli 2011 in Kraft. Mit der Unterzeichnung des Gesetzes am 9. März 2011 durch Gouverneur Pat Quinn wurden die 15 noch ausstehenden Todesurteile in lebenslange Haftstrafen umgewandelt.
Anzahl der Hinrichtungen pro Jahr:

### Indiana
Indiana gehört zu den Bundesstaaten, in denen die Todesstrafe mittels Injektion vollstreckt wird. Bei der Hinrichtung von Tommie Smith 1997 konnte das Gefängnispersonal keine geeignete Vene finden, so dass ein Arzt hinzugezogen werden musste. Insgesamt dauerte die Prozedur, die Smith bei vollem Bewusstsein miterlebte, über 30 Minuten. Im Juli 2004 machte der Gouverneur von Indiana erstmals von seinem Begnadigungsrecht Gebrauch und wandelte das Todesurteil gegen den geistig zurückgebliebenen Darnell Williams in eine lebenslange Haftstrafe um.
Anzahl der Hinrichtungen pro Jahr:

### Iowa
In der Geschichte Iowas gab es 46 Hinrichtungen, davon 43 wegen Mordes und drei wegen Vergewaltigung. Alle Getöteten waren Männer. 1872 wurde die Todesstrafe erstmals abgeschafft, aber bereits 1878 wieder eingeführt. 1965 kam es zur endgültigen Abschaffung. Der republikanische Gouverneur Terry E. Branstad machte sich zwar 1994 im Wahlkampf für eine erneute Wiedereinführung stark, konnte aber letztlich keinen entsprechenden Gesetzentwurf durch die beiden Kammern der Iowa General Assembly bringen.

### Kalifornien
Nach geltendem Recht konnten zum Tode verurteilte Straftäter nach § 3604 (a) des Strafgesetzbuchs von Kalifornien (California Penal Code) zwischen einer intravenösen Giftinjektion oder Vergiftung durch Gas wählen. Hatten sie nach 10 Tagen keine Entscheidung getroffen, erfolgte die Hinrichtung durch eine Giftinjektion. Im März 2019 setzte der demokratische Gouverneur Gavin Newsom die Todesstrafe per Dekret aus.
Nachdem es drei Jahre lang keine Hinrichtungen gegeben hatte, wurde am 19. Januar 2005 das Todesurteil gegen Donald Jay Beardslee für einen 1981 begangenen Doppelmord vollstreckt. Ein Gnadengesuch, das auf eine psychische Erkrankung aufgrund eines Gehirnschadens hinwies, wurde von Gouverneur Arnold Schwarzenegger abgelehnt; ebenso die zwei Gnadengesuche des wegen vierfachen Mordes verurteilten Stanley Williams, der Bücher gegen Drogen und Bandenkriminalität für Jugendliche verfasste und für seine literarische Arbeit während seines 24-jährigen Aufenthalts in der Todeszelle angesehen war. Er wurde am 13. Dezember 2005 um 09:01 Uhr MEZ mit der Giftspritze hingerichtet. Am 17. Januar 2006 wurde der sehbehinderte, taube und im Rollstuhl sitzende 76-jährige Clarence Ray Allen hingerichtet. Vier Monate vor der Vollstreckung des Urteils wäre er beinahe an einem Herzinfarkt gestorben, konnte aber wiederbelebt werden. Ihm wurde vorgeworfen, Morde aus dem Gefängnis heraus angeordnet zu haben.
Am 15. Dezember 2006 entschied ein Bundesgericht in San José, dass die in Kalifornien praktizierte Hinrichtung durch Injektion in ihrer derzeitigen Form eine „grausame, ungewöhnliche Strafe“ darstellt und damit verfassungswidrig ist. Am gleichen Tag entschied Jeb Bush, Gouverneur von Florida, Hinrichtungen mit der Giftspritze auszusetzen. Seit Wiedereinführung der Todesstrafe 1976 wurden in Kalifornien 13 Menschen hingerichtet, 744 (Stand April 2017) zum Tode Verurteilte warten auf ihre Hinrichtung. In Kalifornien leben die meisten Menschen in den USA, die zum Tode verurteilt wurden. 2014 wurden 14 neue Todesurteile verhängt. Seit 2006 gab es jedoch keine Hinrichtungen.
Im Jahr 2012 organisierten sich schließlich einige Mitarbeiter der Strafverfolgungsbehörden, Familienangehörige von Mordopfern sowie unschuldig Verurteilte in der Initiative „Savings, Accountability, and Full Enforcement for California Act“ (SAFE California) mit dem Ziel, die Todesstrafe durch ein Bürgerbegehren abzuschaffen und bestehende Todesurteile durch lebenslängliche Freiheitsstrafen ohne Aussicht auf Bewährung zu ersetzen. Außerdem solle das Einkommen, das die Inhaftierten für eine Arbeit während ihres Gefängnisaufenthaltes erhalten, für Wiedergutmachungszahlungen an die Hinterbliebenen herangezogen werden. Die Kampagne für das Bürgerbegehren reichte am 1. März 799.589 Unterstützerunterschriften ein, woraufhin die Wahlleiterin des Staates Kalifornien, Debra Browen, am 23. April den vorgeschlagenen Gesetzestext als Proposition 34 zur gleichzeitigen Abstimmung mit der Wahl des US-Präsidenten und des Kongresses am 6. November 2012 zuließ. Bei diesem Bürgerbegehren lehnte eine Mehrheit von 52,7 Prozent der Wähler die Abschaffung der Todesstrafe ab. Eine weitere Abstimmung zur Wahl des US-Präsidenten und des Kongresses am 8. November 2016 wurde mit 53,8 Prozent ebenfalls abgelehnt.
Am 16. Juli 2014 erklärte der Bundesrichter Cormac J. Carney die Todesstrafe in Kalifornien für verfassungswidrig. Aufgrund der langen Zeit, die bis zur Hinrichtung vergehe, könne diese nicht zur „Vergeltung oder Abschreckung“ dienen. Auch sei aufgrund der geringen Anzahl an Hingerichteten das System von Willkür geprägt. Damit verstoße die Todesstrafe gegen den 8. Zusatzartikel zur Verfassung. Die Todesstrafe wurde durch das Urteil in Kalifornien ausgesetzt, eine Berufung war möglich. Ein Berufungsgericht entschied im November 2015, dass die Todesstrafe in Kalifornien legal sei. Kalifornien will Hinrichtungen wiederaufnehmen und will künftig statt eines Giftcocktails fallweise eines von vier Barbituraten in Dosierungen von 7,5 Gramm einsetzen.
Die Zustimmung zur Todesstrafe hat in Kalifornien seit den 1980er Jahren zwar abgenommen, ist aber immer noch hoch und in den letzten 15 Jahren fast unverändert geblieben. Eine Umfrage des Meinungsforschungsinstituts Field Research Corporation (FRC) ergab im Februar 2004, dass 68 Prozent der Bürger Kaliforniens die Todesstrafe unterstützten und 31 Prozent diese ablehnten. 58 Prozent waren der Meinung, die Todesurteile in dem US-Bundesstaat würden „allgemein fair und fehlerfrei“ verhängt. Von den Befragten, die sich mit einer afroamerikanischen Herkunft identifizierten, lehnten dagegen 57 Prozent diese Auffassung ab. Trotz der hohen Zustimmungswerte für die Todesstrafe begrüßen laut FRC seit dem Jahr 2000 immer mehr Kalifornier die Strafe „lebenslange Haft ohne Bewährung“ für Kapitalverbrechen wie Mord und bevorzugten sie im September 2011 mit 48 Prozent vor der Exekution (40 Prozent). Im März 2012 hatten laut SurveyUSA 61 Prozent der kalifornischen Wahlbevölkerung die Absicht, für den Erhalt der Todesstrafe zu stimmen, falls sie in einem Bürgerentscheid am 6. November 2012 die Möglichkeit hätten. Nur 29 Prozent hätten gegen die Todesstrafe gestimmt.
Wird die Bevölkerung des Jahres 2010 mit den Hinrichtungen bis zum 17. Januar 2016 ins Verhältnis gesetzt, so steht Kalifornien mit 0,03 Hinrichtungen pro 100.000 Einwohner an viert-letzter Stelle, vor Connecticut, Pennsylvania und Colorado.
Anzahl der Hinrichtungen pro Jahr:

### Kansas
Nach dem zeitweiligen Hinrichtungsstopp gab es ab 1976 in Kansas mehrere Versuche, die Todesstrafe wieder einzuführen. Entsprechende Gesetzentwürfe scheiterten aber 1979, 1980, 1981 und 1985 am Veto des demokratischen Gouverneurs John W. Carlin. Erst ein fünfter Entwurf wurde 1994 durch die Zustimmung von Carlins Nachfolgerin und Parteikollegin Joan Finney wirksam. Kansas war damit der bislang vorletzte Bundesstaat, der die Todesstrafe wieder einführte (New York führte sie 1995 wieder ein, schaffte sie 2007 aber wieder ab). Das einzige Verbrechen, für das die Todesstrafe verhängt werden darf, ist Mord mit besonderer Schwere der Schuld. Todesurteile werden vergleichsweise selten verhängt, und bislang wurde noch kein einziges auch tatsächlich vollstreckt. 2004 entschied der Oberste Gerichtshof von Kansas, dass die Todesstrafe verfassungswidrig sei, was aber später revidiert wurde. 2010 wurde im Senat von Kansas ein Gesetzentwurf, der die Umwandlung der Todesstrafe in lebenslange Haft ohne Aussicht auf vorzeitige Entlassung vorsah, mit nur einer Stimme Mehrheit abgelehnt.

### Kentucky
Die erste Hinrichtung in Kentucky seit 1976 fand 1997 und die letzte Hinrichtung 2008 statt. Seit 1976 gab es insgesamt 3 Hinrichtungen. 33 Häftlinge warten auf ihre Hinrichtung. (Stand April 2017)
Anzahl der Hinrichtungen pro Jahr:

### Louisiana
Seit Wiedereinführung der Todesstrafe am 2. Juli 1973 wurden 29 Personen hingerichtet, 18 davon vor 1990. Seitdem gab es bis 2010 höchstens eine Hinrichtung pro Jahr. Einzige Hinrichtungsmethode war bis dahin die tödliche Injektion. Nachdem es seitdem keine Hinrichtungen mehr gab, wurde 2025 erstmalig eine Vergasung mit Stickstoff durchgeführt. Im Jahr zuvor wurde in Alabama erstmals diese Hinrichtungsart vollzogen, obwohl diese laut UNO-Rechtsexperten „eine grausame, unmenschliche oder erniedrigende Behandlung oder sogar Folter darstellen“ könne.
Der Gouverneur kann ein Todesurteil nur mit einer positiven Empfehlung des Gnadenausschusses umwandeln. An die Empfehlung ist er nicht gebunden. Er kann Hinrichtungsaufschübe aus eigenem Recht veranlassen. In Louisiana war auch die Vergewaltigung von Kindern mit dem Tode bedroht. Der Oberste Gerichtshof der Vereinigten Staaten entschied allerdings im Rechtsstreit Kennedy v. Louisiana, dass dies nicht mit dem 8. Zusatzartikel zur Verfassung der Vereinigten Staaten vereinbar ist.
Anzahl der Hinrichtungen pro Jahr:

### Maine
Die erste Hinrichtung in Maine fand 1644 statt. 1876 schaffte Maine nach Michigan und Wisconsin als dritter Bundesstaat die Todesstrafe ab. 1883 wurde sie aber kurzzeitig wieder eingeführt. 1885 wurde an Daniel Wilkinson das letzte Todesurteil vollstreckt. Wegen der schlechten Durchführung der Hinrichtung erlitt er einen langsamen Erstickungstod. Dies trug 1887 zur endgültigen Abschaffung der Todesstrafe bei. Es gab mehrere Versuche einer erneuten Wiedereinführung. Zwei Gesetzentwürfe von 1925 und 1937 wurden nicht weiter verfolgt; vier weitere aus den Jahren 1973, 1975, 1977 und 1979 wurden abgelehnt. Mit einer Ausnahme wurden alle Todesurteile in Maine für Morddelikte verhängt. Lediglich während des Amerikanischen Unabhängigkeitskrieges wurde Jeremiah Baum 1780 wegen Verrats hingerichtet.

### Maryland
Seit der Wiedereinführung der Todesstrafe wurden fünf Hinrichtungen mittels tödlicher Injektion vollstreckt, die letzte am 5. Dezember 2005. 2013 schaffte Maryland als 18. Staat die Todesstrafe ab. Im März 2013 stimmten der Senat und das Abgeordnetenhaus für die Abschaffung der Todesstrafe. Der Gouverneur Martin O’Malley unterzeichnete das Gesetz, das am 1. Oktober 2013 in Kraft trat, am 2. Mai. Bereits zum Tod Verurteilte hätten weiterhin exekutiert werden können. Am 21. Januar 2015 begnadigte Martin O’Malley die letzten vier zum Tode verurteilten Häftlinge Vernon Evans, Heath Burch, Jody Miles und Anthony Grandison zu lebenslanger Haft ohne Möglichkeit der Bewährung.
Anzahl der Hinrichtungen pro Jahr:

### Massachusetts
Internationales Aufsehen erregte die Hinrichtung von Ferdinando „Nicola“ Sacco und Bartolomeo Vanzetti am 23. August 1927 in Charlestown. Sie waren in einem umstrittenen Prozess zum Tode verurteilt worden, 1977 wurden sie postum durch den Gouverneur von Massachusetts rehabilitiert. 1984 wurde die Todesstrafe durch Gericht untersagt. Dschochar Zarnajew wurde wegen des Anschlags auf den Boston-Marathon nach Bundesrecht zum Tode verurteilt. Im Juli 2020 hob jedoch ein Bundesgericht das Urteil wegen Verfahrensfehler bei der Auswahl der Geschworenen auf und ordnete an, dass über das Strafmaß neu entschieden werden muss.

### Michigan
Seit der ersten europäischen Besiedelung im 17. Jahrhundert haben in Michigan lediglich 13 Hinrichtungen stattgefunden, davon sechs nach der Errichtung des Michigan-Territoriums im Jahr 1805 und keine, nachdem Michigan 1837 als Bundesstaat aufgenommen wurde. 1847 war Michigan das erste englischsprachige Territorium, in dem die Todesstrafe im normalen Strafrecht komplett abgeschafft wurde. Lediglich für Verrat konnte sie noch verhängt werden; ein solcher Fall trat jedoch nie ein. 1938 wurde Anthony Chebatoris als einzige Person im Bundesstaat Michigan hingerichtet, allerdings nach Bundes-, und nicht nach Staatsrecht. Seit 1962 ist die Todesstrafe in Michigan verfassungswidrig.

### Minnesota
Die genaue Zahl der in Minnesota vollstreckten Hinrichtungen ist unbekannt, da die Aufzeichnungen vor 1889 lückenhaft sind. Zwischen 1860 und 1906 gab es 27 vollstreckte Todesurteile nach Staatsrecht. Am 26. Dezember 1862 kam es zudem zur größten Massenhinrichtung in der Geschichte der Vereinigten Staaten, als 38 Angehörige des Volkes der Dakota nach Bundesrecht gehängt wurden. Insgesamt waren 303 Todesurteile verhängt worden, die restlichen Urteile wurden aber von Präsident Abraham Lincoln aufgehoben. Bei einigen der Gehängten stellte sich später heraus, dass ihre Identität nicht korrekt festgestellt worden war. Weiteres Aufsehen erregte die mangelhaft ausgeführte Hinrichtung von William Williams im Jahr 1906. Williams erlitt einen fast 15 Minuten andauernden Erstickungstod. Dies trug 1911 zur Abschaffung der Todesstrafe in Minnesota bei. Zwischen 1913 und 2005 gab es insgesamt 22 Gesetzentwürfe zur Wiedereinführung der Todesstrafe, die aber alle scheiterten.

### Mississippi
In Mississippi wurden Todesurteile bis 1940 durch Hängen, von 1940 bis 1952 durch den elektrischen Stuhl, von 1955 bis 1989 durch die Gaskammer und seitdem durch die Giftspritze vollstreckt. Nach einer Gesetzesänderung im Jahre 1998 war diese Hinrichtungsart die einzig zulässige. Seit 1976 kam es zu insgesamt 21 Hinrichtungen. Seit Anfang 2017 sind in Mississippi Hinrichtungen auch durch Stickstoff erlaubt.
Der Todestrakt befindet sich im Mississippi State Penitentiary.
Anzahl der Hinrichtungen pro Jahr:

### Missouri
Seit Wiedereinführung der Todesstrafe wurden 88 Personen hingerichtet, 10 davon im Jahr 2014 (11 %). Jay Nixon war 16 Jahre Attorney General von Missouri (1993 bis 2009). Während dieser Zeit wurden 59 Personen hingerichtet. Am 3. Januar 2023 wurde mit Amber McLaughlin erstmals eine transsexuelle Person in den USA hingerichtet.
Wird die Bevölkerung des Jahres 2010 mit den Hinrichtungen bis zum 17. Januar 2016 ins Verhältnis gesetzt, so steht Missouri mit 1,44 Hinrichtung pro 100.000 Einwohner an vierter Stelle nach Oklahoma (2,99), Texas (2,11) und Delaware (1,78).
Anzahl der Hinrichtungen pro Jahr:

### Montana
In Montana gab es seit 1976 drei Hinrichtungen, zuletzt August 2006. Stand April 2017 waren zwei Häftlinge zum Tode verurteilt.
Anzahl der Hinrichtungen pro Jahr:

### Nebraska
Die einzige Hinrichtungsmethode in Nebraska war lange Zeit der elektrische Stuhl. Am 8. Februar 2008 jedoch entschied das höchste Gericht Nebraskas, dass die Hinrichtung mit dem elektrischen Stuhl verfassungswidrig sei, da diese Methode „besonders grausam und ungewöhnlich sei.“ Am 28. Mai 2009 unterzeichnete der Gouverneur von Nebraska ein Gesetz, das die Einführung der tödlichen Injektion vorsah. Im Mai 2015 schaffte Nebraska als 19. US-Bundesstaat die Todesstrafe ab. Das Veto des Gouverneurs Pete Ricketts gegen die Entscheidung des Parlaments vom 20. Mai 2015 wurde am 27. Mai 2015 vom Parlament knapp mit 30 gegen 19 Stimmen überstimmt. 30 Stimmen waren erforderlich. Das Gesetz gilt rückwirkend. 11 Todesurteile wurden somit in Haftstrafen umgewandelt. Am 8. November 2016 wurde die Todesstrafe durch Volksbefragung wieder eingeführt. Nach einem 20-jährigen De-facto-Moratorium (die letzte Exekution fand am 2. Dezember 1997 statt) wurde am 14. August 2018 Carey Dean Moore hingerichtet.
Anzahl der Hinrichtungen pro Jahr:

### Nevada
Anzahl der Hinrichtungen pro Jahr:

### New Hampshire
New Hampshire war bis zur Abschaffung am 30. Mai 2019 der letzte der Neuengland-Staaten, in dem die Todesstrafe zulässig war. Der Senat überstimmte am 30. Mai (mit 16 zu 8 Stimmen) Gouverneur Sununus Veto gegen die Abschaffung der Todesstrafe, welche jedoch nicht rückwirkend gilt. Der einzige verbliebene zum Tode Verurteilte ist Michael „Stix“ Addison, der 2008 für einen Polizistenmord verurteilt wurde. Die letzte Hinrichtung fand 1939 statt.

### New Jersey
Die letzte Hinrichtung in New Jersey fand 1963 statt. Am 10. Januar 2006 wurde die Todesstrafe auf Beschluss des Senats außer Kraft gesetzt. Eine Kommission sollte untersuchen, ob Todesurteile nach fairen Kriterien verhängt werden und ob die Todesstrafe für die öffentliche Sicherheit erforderlich ist. Das Moratorium galt bis Februar 2007. Am 2. Januar 2007 gab die Kommission ihren Abschlussbericht bekannt. Darin plädierte sie für die Abschaffung der Todesstrafe in New Jersey, mit der lebenslangen Haftstrafe als Alternative. Am 11. Dezember 2007 wurde bekannt, dass der Senat von New Jersey mit 21:16 Stimmen für die Abschaffung der Todesstrafe votierte. Am 13. Dezember 2007 stimmte das Abgeordnetenhaus mit 44:36 Stimmen ebenfalls für die Abschaffung der Todesstrafe. Der demokratische Gouverneur Jon Corzine, ein Gegner der Todesstrafe, unterzeichnete das Gesetz bereits am 17. Dezember 2007 und setzte es somit in Kraft. Gleichzeitig wandelte er die Strafen der zu diesem Zeitpunkt acht Todestraktinsassen in lebenslange Haft ohne die Möglichkeit einer Entlassung auf Bewährung um. Damit ist New Jersey der 14. Bundesstaat, der die Todesstrafe abschaffte, und der erste, der dies nach ihrer Wiederzulassung im Jahre 1976 tat.

### New Mexico
Die erste und bislang einzige Hinrichtung seit 1976 fand im Jahr 2001 statt (Stand 2020). Als 15. Bundesstaat hat New Mexico die Todesstrafe abgeschafft, das Gesetz wurde von Gouverneur Bill Richardson am 18. März 2009 unterzeichnet. Das Gesetz fand keine Anwendung auf die beiden damals bereits zum Tode verurteilten Menschen in New Mexico und ihre Strafe wurde nicht automatisch umgewandelt.
Anzahl der Hinrichtungen pro Jahr:

### New York
Im Bundesstaat New York ist seit 1963 niemand mehr hingerichtet worden. 1965 wurde die Möglichkeit eines Todesurteils auf Polizistenmord sowie bestimmte Fälle von Mord durch einen Strafgefangenen beschränkt. Nach der vorläufigen Aufhebung aller Todesstrafengesetze der USA durch den Obersten Gerichtshof 1972 verzichtete der Staat New York mehr als 20 Jahre lang auf die Wiedereinführung der Todesstrafe. Im März 1995 brachte der damalige republikanische Gouverneur George Pataki in Erfüllung eines Wahlkampfversprechens in beiden Häusern der New Yorker Volksvertretung ein Gesetz durch, mit dem die Todesstrafe durch Injektion wieder praktiziert werden sollte. Bis 2004 wurden nach diesem Gesetz sieben Personen in erster Instanz zum Tode verurteilt, alle Urteile letztlich jedoch in höheren Instanzen umgewandelt. Am 24. Juni 2004 erklärte der Oberste Gerichtshof von New York zwar nicht die Todesstrafe an sich, aber den Wortlaut des vorliegenden Gesetzes für verfassungswidrig und hob es auf. Seither scheiterten mehrere Versuche republikanischer Politiker, eine verfassungsgemäße Todesstrafengesetzgebung einzuführen, an der Mehrheit der Demokratischen Partei in der New York State Assembly. Seit 2007, als das Urteil gegen den letzten zum Tode Verurteilten in eine lebenslange Freiheitsstrafe umgewandelt wurde, sitzt keine Person mehr im Todestrakt ein. Gouverneur David Paterson, ein erklärter Todesstrafengegner, ließ im Juli 2008, wenige Monate nach seinem Amtsantritt, die 1995 im Hochsicherheitsgefängnis Green Haven in Beekman (Dutchess County) installierten und nie benutzten Vollstreckungseinrichtungen demontieren.

### North Carolina
Die Zahl der Hinrichtungen in North Carolina bis zur Abschaffung der Todesstrafe 1972 wird mit 784 angegeben. Am 6. Januar 1977 wurde die Todesstrafe wieder eingeführt. Seither wurden 43 Hinrichtungen vollzogen. Die letzte Hinrichtung fand August 2006 statt. Im April 2017 warteten 154 (Juli 2005 waren es noch 192 – davon vier Frauen) zum Tode Verurteilte auf ihre Tötung durch Injektion im Zentralgefängnis von Raleigh. Am 2. Dezember 2005 wurde dort die bundesweit tausendste Hinrichtung seit Wiedereinführung der Todesstrafe in den USA an dem Doppelmörder Kenneth Lee Boyd vollstreckt, nachdem Gouverneur Mike Easley eine Begnadigung abgelehnt hatte. Nachdem im Februar 2007 eine neue Richtlinie in Kraft trat, nach der nur noch dazu fähige Personen, insbesondere Ärzte, die Exekution ausführen dürfen, drohte das North Carolina Medical Board mit Disziplinarmaßen bis zum Entzug der Approbation, falls ein Arzt aktiv an einer Exekution teilnehme. Damit wurde die Todesstrafe de facto ausgesetzt. Das Verfassungsgericht von North Carolina urteilte dann im Jahr 2009, dass die angedrohten Disziplinarstrafen nicht rechtens seien. Wegen eines anderen laufenden Verfahrens wird aber immer noch die Todesstrafe ausgesetzt (Stand: 2009).
Anzahl der Hinrichtungen pro Jahr:

### North Dakota
In der Geschichte North Dakotas gab es lediglich acht Hinrichtungen, die letzte erfolgte 1905. Durch ein Gesetz von 1915 konnte die Todesstrafe nur noch für Verrat verhängt werden sowie für einen Mord, der von einem Häftling begangen wurde, der bereits eine lebenslange Haftstrafe verbüßte. 1973 erfolgte die vollständige Abschaffung der Todesstrafe.

### Ohio
Nach Aufhebung des bundesweiten Hinrichtungsmoratoriums im Jahr 1976 wurden insgesamt 55 Menschen hingerichtet. Ohio (Indiana folgt mit deutlichem Abstand) ist von den Staaten, die den Nordstaaten zugeordnet werden, der Staat mit den meisten Hinrichtungen.
Die Ereignisse während der Exekution des Mörders Dennis McGuire am 16. Januar 2014, dem eine bis dahin unerprobte Kombination von Hydromorphon und Midazolam verabreicht worden war, führten zu einer Aussetzung aller weiteren für das Jahr 2014 geplanten Hinrichtungen. Anfang Januar 2015 kündigte die zuständige Strafvollzugsbehörde an, bei künftigen Hinrichtungen auf die bei McGuires Exekution verwendeten Medikamente verzichten und stattdessen wieder das vor 2011 übliche Thiopental einsetzen zu wollen. Zudem verabschiedete der Senat von Ohio im Dezember 2014 ein Gesetz, das die Anonymität der Medikamentenlieferanten ermöglicht. Um diese Maßnahmen durchführen zu können, wurden die für 2015 geplanten sechs Hinrichtungen ausgesetzt und ins Jahr 2016 verschoben. Im Oktober 2015 verschob Gouverneur John Kasich die Termine für zwölf Hinrichtungen per Erlass auf unbestimmte Zeit. Als erster Delinquent nach dem Ende dieses Moratoriums wurde am 26. Juli 2017 der 43-jährige Roland R. Phillips mit einer Kombination aus Midazolam, Rocuronium und Kaliumchlorid hingerichtet. Im Dezember 2020 entschied Gouverneur Mike DeWine, die Hinrichtung per Giftspritze zu verbieten.
Derzeit (Stand Dezember 2017) gibt es in Ohio 138 zum Tode Verurteilte.
Anzahl der Hinrichtungen pro Jahr:

### Oklahoma
Am 29. April 2014 wurde in Oklahoma der 38-jährige Clayton Lockett als 111. Delinquent in diesem US-Bundesstaat seit 1976 hingerichtet. Lockett sollte durch die Verabreichung einer bis dahin unerprobten Kombination aus Midazolam, Vecuronium und Kaliumchlorid sterben. Bei der Verabreichung platzte eine Vene und Lockett zeigte heftige Reaktionen, die auf ein qualvolles Sterben schließen ließen. 43 Minuten nach Beginn der Exekution, die infolge der Zwischenfälle abgebrochen worden war, starb Lockett an einem Herzinfarkt. Oklahomas Gouverneurin Mary Fallin ordnete eine Untersuchung des Vorfalls an und verhängte ein zweiwöchiges Moratorium über alle weiteren Hinrichtungen, das vom Oklahoma Supreme Court am 8. Mai 2014 auf ein halbes Jahr verlängert wurde. Trotz massiver Proteste, beispielsweise durch das Hohe Kommissariat der Vereinten Nationen für Menschenrechte, richtete Oklahoma am 15. Januar 2015 Charles F. Warner (* 1967) mit der gleichen Methode hin wie Lockett.
Am 9. April 2015 wurde einstimmig ein Gesetz verabschiedet, das es erlaubt, die Hinrichtung durch Vergasen mit Stickstoff durchzuführen, falls die tödliche Injektion verboten wird oder die dafür benötigten Chemikalien nicht verfügbar sind. Die Tötung durch Ersticken mit Stickstoff ist bei Menschen nicht erprobt und in mehreren Staaten sogar bei Tieren verboten.
Ein Referendum, das die Todesstrafe weiter verschärfen sollte, wurde zur Wahl des US-Präsidenten und des Kongresses am 8. November 2016 mit 66 Prozent befürwortet. Es ermächtigt den Gesetzgeber, jede Hinrichtungsmethode festzulegen, die nicht durch die Verfassung der Vereinigten Staaten verboten ist. Zudem setzt die neue Verfassung eine hohe Hürde für die Abschaffung durch neue Gesetze und Gerichtsurteile.
Wird die Bevölkerung des Jahres 2010 mit den Hinrichtungen bis zum 17. Januar 2016 ins Verhältnis gesetzt, so steht Oklahoma mit 2,99 Hinrichtungen pro 100.000 Einwohner an der Spitze vor Texas mit einer Quote von 2,11.
Im Oktober 2021 starben zwei Häftlinge qualvoll an einer Giftspritze. Republikaner wollen das umstrittene Verfahren erneut anwenden und planen eine Serientötung.
Anzahl der Hinrichtungen pro Jahr:

### Oregon
Seit 1976 sind in Oregon bisher zwei Personen hingerichtet worden (in den Jahren 1996 und 1997). Der Gouverneur von Oregon, John Kitzhaber (Demokratische Partei), hatte im November 2011 aus „moralischen Gründen“ alle Hinrichtungen ausgesetzt. Somit sind die Exekutionen formal nicht aufgehoben, sondern auf unbestimmte Zeit verschoben. Damit gibt er seiner bisherigen Begnadigungspolitik eine offizielle Note, da bereits vor diesem Schritt über viele Jahre hinweg niemand mehr hingerichtet worden war. Kitzhabers Nachfolgerin Kate Brown kündigte kurz nach ihrem Amtsantritt am 18. Februar 2015 an, diese Politik fortzusetzen und die Todesstrafe in Oregon langfristig ganz abschaffen zu wollen.

### Pennsylvania
Obwohl die Todesstrafe in Pennsylvania formal Rechtsbestand hat, wurde seit dem Jahr 1999 niemand mehr hingerichtet. Zuvor hatte es seit 1976 drei Hinrichtungen gegeben (zwei im Jahr 1995, eine 1999). Allerdings befinden sich vergleichbar zu Kalifornien, wo aktuell auch keine Hinrichtungen stattfinden, sehr viele Häftlinge (155, Stand Dezember 2017) in der Todeszelle. Deren Exekutionen wurden aufgrund diverser juristischer Prüfungen immer wieder verschoben. Sowohl der demokratische Gouverneur Ed Rendell (2003 bis 2011) als auch sein republikanischer Nachfolger Tom Corbett (2011 bis 2015) befürworteten jedoch die Todesstrafe. So zeichneten beide mehrere Exekutionsverfügungen gegen (wie es die Verfassung des Staates vorsieht). Am 13. Februar 2015, rund drei Wochen nach seinem Amtsantritt, verhängte der demokratische Gouverneur Tom Wolf, der Exekutionen strikt ablehnt, ein Moratorium für die Todesstrafe. Dieses wurde auch unter seinem demokratischen Nachfolger Josh Shapiro ab 2023 fortgesetzt, der eine Abschaffung der Todesstrafe befürwortet.
Wird die Bevölkerung des Jahres 2010 mit den Hinrichtungen bis zum 17. Januar 2016 ins Verhältnis gesetzt, so steht Pennsylvania vor Colorado mit 0,02 Hinrichtungen pro 100.000 Einwohner an vorletzter Stelle.

### Rhode Island
In Rhode Island wurde die Todesstrafe erstmals 1852 abgeschafft. 1872 wurde sie wieder eingeführt; es fanden jedoch bis zur endgültigen Abschaffung am 9. Mai 1984 keine Hinrichtungen mehr statt. Die letzte Exekution wurde am 14. Februar 1845 an John Gordon durch Hängen vollzogen. Am 29. Juni 2011 wurde Gordon durch Gouverneur Lincoln Chafee postum begnadigt, weil der Prozess gegen den aus Irland stammenden katholischen Einwanderer unfair verlaufen war und man heute von einem Fehlurteil ausgeht.

### South Carolina
In South Carolina gab es zwischen 1976 und 2011 insgesamt 43 Hinrichtungen, die mit dem elektrischen Stuhl und der tödlichen Injektion vollzogen wurden. Anschließend führten unter anderem Lieferengpässe beim Medikamentencocktail sowie Verfahren über die Verfassungsmäßigkeit anderer Hinrichtungsmethoden dazu, dass 13 Jahre lang keine Todesurteile vollstreckt wurden. Ein Urteil des Obersten Gerichtshofs von South Carolina ermöglichte im Sommer 2024 die Wiederaufnahme von Hinrichtungen mittels elektrischem Stuhl, tödlicher Injektion und Erschießungskommando. Die Verurteilten werden vier Wochen vor dem Hinrichtungstermin über die bevorstehende Vollstreckung informiert und haben dann zwei Wochen Zeit, sich für eine der drei Methoden zu entscheiden. Der elektrische Stuhl ist dabei als Standardmethode vorgesehen, sollte keine Wahl getroffen werden. Bislang (Stand März 2025) haben alle vier Betroffenen entweder die tödliche Injektion oder das Erschießungskommando gewählt.
Durch die Erschießung von Brad Keith Sigmon am 7. März 2025 ist South Carolina der bislang letzte Bundesstaat, in dem diese Methode zum Einsatz kam.
Anzahl der Hinrichtungen pro Jahr:

### South Dakota
In South Dakota gab es seit 1976 fünf Hinrichtungen, zwei davon im Jahre 2012 und zuletzt 2019. Zurzeit ist ein Häftling zum Tode verurteilt. (Stand Dezember 2019)
Anzahl der Hinrichtungen pro Jahr:

### Tennessee
In Tennessee gab es seit 1976 10 Hinrichtungen, zuletzt im Februar 2020. Zurzeit sind 60 Häftlinge zum Tode verurteilt, 59 Männer und eine Frau. (Stand August 2018)
Nachdem es zu Lieferengpässen beim Medikamentencocktail für die letale Injektion (der bisher in Tennessee verwendeten Hinrichtungsmethode) gekommen war, unterzeichnete Gouverneur Bill Haslam (Republikanische Partei) am 22. Mai 2014 ein Gesetz, welches den elektrischen Stuhl wieder zur Primärmethode erklärt, für den Fall, dass die Hinrichtung per Giftspritze aufgrund von Medikamentenmangels nicht vollstreckt werden kann. Im November 2018 wurde in Tennessee zum ersten Mal wieder der elektrische Stuhl benutzt, nachdem dieser seit 2013 in den gesamten Vereinigten Staaten nicht mehr benutzt wurde.
Anzahl der Hinrichtungen pro Jahr:

### Texas
Die Justizbehörden in Texas ließen mit 555 Hinrichtungen seit 1976 mehr Todesurteile vollstrecken als die nächsten sechs noch vollstreckenden Bundesstaaten zusammengenommen. Ursache ist nicht nur die Zahl der in erster Instanz verhängten Todesurteile, sondern auch der Umstand, dass die beiden für Texas zuständigen Berufungsgerichte diese Urteile nur in drei Prozent der von ihnen behandelten Fälle aufheben, was ebenso wie die Zahl der Hinrichtungen einen US-weiten Rekord darstellt. Laut einer Untersuchung von 6000 Todesurteilen zwischen 1976 und 1995 besteht bundesweit eine Chance von 68 Prozent, dass ein Todesurteil von einem Staats- oder Bundesgericht aufgehoben wird.
Der Oberste Gerichtshof hat von texanischen Gerichten verhängte Todesurteile mehrfach als verfassungswidrig aufgehoben, zuletzt im November 2004 im Fall eines offenbar vermindert zurechnungsfähigen Täters (Smith v. Texas, No. 04–5323). Hauptgrund für die Entscheidungen des Obersten Gerichts ist regelmäßig der Umstand, dass die für Texas zuständigen Berufungsgerichte die für die Verfassungsmäßigkeit der Todesstrafe geforderte Berücksichtigung mildernder Umstände vernachlässigen. Ein weiterer Grund ist die von den Staatsanwälten bei der Auswahl der Jury ausgeübte Rassendiskriminierung durch Ablehnung von Afroamerikanern als Geschworene in Verfahren gegen schwarze Angeklagte.
Derzeit (April 2017) erwarten in texanischen Gefängnissen 247 Verurteilte (Im Juli 2005 waren es 415) ihre Hinrichtung. Diese Zahl wird nur von Florida mit 386 und Kalifornien mit 744 zum Tode Verurteilten (648 im Juli 2005) übertroffen, doch ist Kalifornien bei der Vollstreckung deutlich zurückhaltender (13 Exekutionen von 1976 bis 2006). In Florida wurden von 2010 bis 2015 21 Menschen exekutiert, während es in Texas im gleichen Zeitraum 84 waren.
Kurz vor der 400. Hinrichtung binnen 30 Jahren in Texas forderte die Europäische Union am 21. August 2007 den damaligen Gouverneur Rick Perry auf, die Vollstreckung von Todesurteilen auszusetzen. In Texas finden seit 1976 ein Drittel aller US-amerikanischen Hinrichtungen statt, Tendenz steigend, 2015 waren es sogar 46 %. Ein Sprecher Perrys erklärte dazu, Texas werde an der Vollstreckung von Todesurteilen festhalten.
Hinrichtungen werden in Texas ausschließlich in der Huntsville Unit vollstreckt.
Wird die Bevölkerung des Jahres 2010 mit den Hinrichtungen bis zum 17. Januar 2016 ins Verhältnis gesetzt, so steht Texas mit einer Quote von 2,11 an zweiter Stelle hinter Oklahoma mit 2,99 Hinrichtungen pro 100.000 Einwohner.
Anzahl der Hinrichtungen pro Jahr:
Anteil der texanischen Hinrichtungen (in %) an allen Hinrichtungen in den USA pro Jahr (gesamt 38 %):
Von 1976 bis 1991 wurden für texanische Verhältnisse relativ wenig Menschen (42) hingerichtet. Unter George W. Bush und Rick Perry dagegen wurden von 1995 bis 2014 insgesamt 430 Menschen hingerichtet, am meisten 1999 und 2000 (zusammen 75), als Bush sich um die Präsidentschaft der USA bewarb.
In Texas wurden die meisten Frauen hingerichtet (6 von 16), die meisten Ausländer (16 von 37) und die meisten Täter, die zur Tatzeit unter 18 waren (13 von 22).
Allein im County Harris wurden 126 der verurteilten Menschen hingerichtet. Das ist mehr als in jedem anderen Bundesstaat. Mit den Counties Dallas (56), Bexar (42) und Tarrant (40) wurde fast die Hälfte (264; 48,4 %) aller Hinrichtungen in Texas vollzogen.

### Utah
Die ersten Hinrichtungen in Utah fanden 1850 statt. Der erste Getötete, ein Ute namens Patsowits, wurde mit einer Garrotte erdrosselt, ein namentlich nicht bekannter Einwanderer wurde enthauptet. Später wurden Erhängen sowie ein Erschießungskommando zu üblichen Hinrichtungsmethoden. Der elektrische Stuhl wurde zwar zugelassen, aber nie verwendet. Utah war der erste Bundesstaat der nach Ablauf des bundesweiten Moratoriums wieder Hinrichtungen aufnahm. Die erste fand 1977 statt. Utah ist einer der wenigen Bundesstaaten, in denen nach wie vor Erschießungen durchgeführt werden. So erfolgte die bisher letzte Hinrichtung in Utah 2010 durch ein Erschießungskommando. Der wegen Doppelmordes verurteilte Ronnie L. Gardner hatte sich für diese Methode entschieden. Die primäre Hinrichtungsmethode ist allerdings die Giftspritze.
Anzahl der Hinrichtungen pro Jahr:

### Vermont
In Vermont gab es bereits 1838 einen ersten Versuch, die Todesstrafe abzuschaffen. Ein entsprechender Gesetzentwurf wurde aber mit knapper Mehrheit abgelehnt. Im 20. Jahrhundert wurde die Todesstrafe schrittweise abgeschafft. Die letzte Hinrichtung fand 1954 statt. Ab 1965 konnte nur noch die Ermordung eines Vollzugsbeamten, eines Gefängniswärters oder -angestellten in Ausübung seiner Tätigkeit mit dem Tod bestraft werden. 1987 wurde auch diese Ausnahme aufgehoben. Damit war die Todesstrafe im normalen Strafrecht abgeschafft, für Verrat kann sie aber theoretisch immer noch verhängt werden. Eine Umfrage im Jahr 2008 ergab, dass 66 Prozent der Vermonter die Wiedereinführung der Todesstrafe befürworten.

### Virginia
Virginia hat seit 1976 113 Hinrichtungen durchgeführt (Stand Februar 2021). Nach Texas sind Oklahoma und Virginia die Bundesstaaten mit den zweitmeisten bzw. drittmeisten Hinrichtungen. Während der Amtszeit des ehemaligen demokratischen Gouverneurs Mark Warner (Januar 2002–Januar 2006) wurden bis November 2005 elf Todesurteile vollstreckt. Von 2010 bis 2015 wurden 6 Todesurteile vollstreckt. Dies ist deutlich weniger als in Oklahoma (21), Florida (23), Missouri (19), Georgia (14) oder gar Texas (84). In Virginia war zuletzt die Zahl der zum Tode verurteilen mit vier Personen (Stand Dezember 2017) relativ gering im Vergleich zu anderen Staaten, welche ebenfalls die Todesstrafe vollzogen.
Fast hätte Virginia im November 2005 die bundesweit tausendste Hinrichtung in den Vereinigten Staaten durchgeführt, doch wurde der Verurteilte begnadigt, weil ein für einen möglichen Nachweis seiner Unschuld wichtiges Beweismittel von einem Justizbeamten beseitigt worden war. Wenige Tage später wurde diese tausendste Hinrichtung im Bundesstaat North Carolina vollstreckt.
Im Februar 2021 stimmten beide Kammern der Virginia General Assembly, des Parlaments von Virginia, für die Abschaffung der Todesstrafe. Das entsprechende Gesetz trat am 24. März 2021 in Kraft. Die noch verbliebenen zwei Todesurteile wurden in lebenslange Haftstrafen umgewandelt.
Am 31. August 2021 begnadigte der Gouverneur von Virginia, Ralph Northam (Demokrat), postum sieben Afroamerikaner („Martinsville Seven“). Diese sieben Männer waren 1951 in einem Prozess dafür zum Tode verurteilt worden, am 8. Januar 1949 eine Zeugin Jehovas überfallen und brutal vergewaltigt zu haben. Ihnen wurde kein Anwalt zur Seite gestellt; sie hatten innerhalb weniger Stunden nach ihrer Festnahme „Sex“ mit ihr zugegeben oder gestanden, dabei zugesehen zu haben.
Einige der sieben, die meisten von ihnen Analphabeten, waren bei den angeblichen Geständnissen betrunken. Die Umstände der damaligen Todesurteile lösten in den USA schon damals Debatten über Rassismus in der Rechtsprechung aus. Alle sieben wurden im Februar 1951 auf dem elektrischen Stuhl hingerichtet.
Anzahl der Hinrichtungen pro Jahr:

### Washington
Seit der Wiedereinführung der Todesstrafe im Jahr 1976 wurden fünf Personen exekutiert. Die letzte Hinrichtung wurde 2010 vollstreckt.
Am 11. Februar 2014 verkündete Jay Inslee, Gouverneur des Bundesstaates Washington, ein Moratorium für alle bestehenden Todesurteile. Er begründete dies damit, eine mehrmonatige Prüfung habe eine inkonsistente und ungleichmäßige Anwendung der Todesstrafe ergeben. Am 11. Oktober 2018 entschied das oberste Gericht des Bundesstaats, die Todesstrafe sei verfassungswidrig, weil sie willkürlich und mit einem rassistischen Bias verhängt werde. Mit dem Gerichtsurteil wurden die noch bestehenden Todesurteile in lebenslange Haft umgewandelt.
Anzahl der Hinrichtungen pro Jahr:

### West Virginia
Bis 1950 wurden alle Todesurteile in West Virginia durch Erhängen vollstreckt. 1951 wurde diese Methode durch den elektrischen Stuhl ersetzt. Die letzte Hinrichtung fand 1959 statt. Zwischen 1899 und 1959 wurden insgesamt 94 Personen getötet – alle waren Männer. 1965 wurde die Todesstrafe in West Virginia abgeschafft. Es gab mehrere Versuche der Wiedereinführung, zuletzt scheiterte 2011 ein entsprechender Gesetzentwurf.

### Wisconsin
In der Geschichte Wisconsins fand lediglich eine Hinrichtung statt. 1851 wurde John McCaffary des Mordes an seiner Frau für schuldig befunden und vor 3000 Zuschauern öffentlich gehängt. Er wurde dabei an einem Seil in die Luft gezogen, was einen langen Todeskampf zur Folge hatte. Erst nach 20 Minuten wurde er offiziell für tot erklärt. Diese grausame Art der Hinrichtung trug dazu bei, dass Wisconsin 1853 als erster Bundesstaat die Todesstrafe vollständig und dauerhaft abschaffte (Michigan hatte sie 1847 abgeschafft, für Verrat war die Verhängung aber theoretisch bis 1962 möglich; Rhode Island hatte sie 1852 abgeschafft, zwischen 1872 und 1984 aber formal wieder eingeführt). Der Prozess gegen den Serienmörder und Kannibalen Jeffrey Dahmer führte in den frühen 1990er Jahren zu verstärkten Forderungen nach einer Wiedereinführung der Todesstrafe. Zwischen 1991 und 1996 wurden 22 entsprechende Gesetzentwürfe eingebracht, die aber alle scheiterten. Nach einer Volksbefragung im Jahr 2006 befürworteten 55 Prozent der Einwohner Wisconsins die Wiedereinführung der Todesstrafe.

### Wyoming
Die Todesstrafe wurde in Wyoming 1977 wieder eingeführt. Seitdem fand 1992 eine Hinrichtung statt. 1998 und 2004 gab es jeweils eine Verurteilung, die bislang nicht vollstreckt wurden. Seit 2004 kann die Todesstrafe nicht mehr für Jugendliche verhängt werden. Der Todestrakt befindet sich im Wyoming State Penitentiary.

### Gesamtüberblick
Anzahl der Staaten, die in einem Jahr Menschen hingerichtet haben:
| Jahr | MO | AL | AR | AZ | CA | CO | CT | DE | FE | FL | GA | ID | IL | IN | KY | LA | MD | MS | MT | NC | NE | NM | NV | OH | OK  | OR | PA | SC | SD | TN | TX  | UT | VA  | WA | WY | Σ    |
| ---- | -- | -- | -- | -- | -- | -- | -- | -- | -- | -- | -- | -- | -- | -- | -- | -- | -- | -- | -- | -- | -- | -- | -- | -- | --- | -- | -- | -- | -- | -- | --- | -- | --- | -- | -- | ---- |
| 1977 |    |    |    |    |    |    |    |    |    |    |    |    |    |    |    |    |    |    |    |    |    |    |    |    |     |    |    |    |    |    |     | 1  |     |    |    | 1    |
| 1979 |    |    |    |    |    |    |    |    |    | 1  |    |    |    |    |    |    |    |    |    |    |    |    | 1  |    |     |    |    |    |    |    |     |    |     |    |    | 2    |
| 1981 |    |    |    |    |    |    |    |    |    |    |    |    |    | 1  |    |    |    |    |    |    |    |    |    |    |     |    |    |    |    |    |     |    |     |    |    | 1    |
| 1982 |    |    |    |    |    |    |    |    |    |    |    |    |    |    |    |    |    |    |    |    |    |    |    |    |     |    |    |    |    |    | 1   |    | 1   |    |    | 2    |
| 1983 |    | 1  |    |    |    |    |    |    |    | 1  | 1  |    |    |    |    | 1  |    | 1  |    |    |    |    |    |    |     |    |    |    |    |    |     |    |     |    |    | 5    |
| 1984 |    |    |    |    |    |    |    |    |    | 8  | 2  |    |    |    |    | 5  |    |    |    | 2  |    |    |    |    |     |    |    |    |    |    | 3   |    | 1   |    |    | 21   |
| 1985 |    |    |    |    |    |    |    |    |    | 3  | 3  |    |    | 1  |    | 1  |    |    |    |    |    |    | 1  |    |     |    |    | 1  |    |    | 6   |    | 2   |    |    | 18   |
| 1986 |    | 1  |    |    |    |    |    |    |    | 3  | 1  |    |    |    |    |    |    |    |    | 1  |    |    |    |    |     |    |    | 1  |    |    | 10  |    | 1   |    |    | 18   |
| 1987 |    | 1  |    |    |    |    |    |    |    | 1  | 5  |    |    |    |    | 8  |    | 2  |    |    |    |    |    |    |     |    |    |    |    |    | 6   | 1  | 1   |    |    | 25   |
| 1988 |    |    |    |    |    |    |    |    |    | 2  | 1  |    |    |    |    | 3  |    |    |    |    |    |    |    |    |     |    |    |    |    |    | 3   | 1  | 1   |    |    | 11   |
| 1989 | 1  | 4  |    |    |    |    |    |    |    | 2  | 1  |    |    |    |    |    |    | 1  |    |    |    |    | 2  |    |     |    |    |    |    |    | 4   |    | 1   |    |    | 16   |
| 1990 | 4  | 1  | 2  |    |    |    |    |    |    | 4  |    |    | 1  |    |    | 1  |    |    |    |    |    |    | 1  |    | 1   |    |    | 1  |    |    | 4   |    | 3   |    |    | 23   |
| 1991 | 1  |    |    |    |    |    |    |    |    | 2  | 1  |    |    |    |    | 1  |    |    |    | 1  |    |    |    |    |     |    |    | 1  |    |    | 5   |    | 2   |    |    | 14   |
| 1992 | 1  | 2  | 2  | 1  | 1  |    |    | 1  |    | 2  |    |    |    |    |    |    |    |    |    | 1  |    |    |    |    | 2   |    |    |    |    |    | 12  | 1  | 4   |    | 1  | 31   |
| 1993 | 4  |    |    | 2  | 1  |    |    | 2  |    | 3  | 2  |    |    |    |    | 1  |    |    |    |    |    |    |    |    |     |    |    |    |    |    | 17  |    | 5   | 1  |    | 38   |
| 1994 |    |    | 5  |    |    |    |    | 1  |    | 1  | 1  | 1  | 1  | 1  |    |    | 1  |    |    | 1  | 1  |    |    |    |     |    |    |    |    |    | 14  |    | 2   | 1  |    | 31   |
| 1995 | 6  | 2  | 2  | 1  |    |    |    | 1  |    | 3  | 2  |    | 5  |    |    | 1  |    |    | 1  | 2  |    |    |    |    | 3   |    | 2  | 1  |    |    | 19  |    | 5   |    |    | 56   |
| 1996 | 6  | 1  | 1  | 2  | 2  |    |    | 3  |    | 2  | 2  |    | 1  | 1  |    | 1  |    |    |    |    | 1  |    | 1  |    | 2   | 1  |    | 6  |    |    | 3   | 1  | 8   |    |    | 45   |
| 1997 | 6  | 3  | 4  | 2  |    | 1  |    |    |    | 1  |    |    | 2  | 1  | 1  | 1  | 1  |    |    |    | 1  |    |    |    | 1   | 1  |    | 2  |    |    | 37  |    | 9   |    |    | 74   |
| 1998 | 3  | 1  | 1  | 4  | 1  |    |    |    |    | 4  | 1  |    | 1  | 1  |    |    | 1  |    | 1  | 3  |    |    | 1  |    | 4   |    |    | 7  |    |    | 20  |    | 13  | 1  |    | 68   |
| 1999 | 9  | 2  | 4  | 7  | 2  |    |    | 2  |    | 1  |    |    | 1  | 1  | 1  | 1  |    |    |    | 4  |    |    | 1  | 1  | 6   |    | 1  | 4  |    |    | 35  | 1  | 14  |    |    | 98   |
| 2000 | 5  | 4  | 2  | 3  | 1  |    |    | 1  |    | 6  |    |    |    |    |    | 1  |    |    |    | 1  |    |    |    |    | 11  |    |    | 1  |    | 1  | 40  |    | 8   |    |    | 85   |
| 2001 | 7  |    | 1  |    | 1  |    |    | 2  | 2  | 1  | 4  |    |    | 2  |    |    |    |    |    | 5  |    | 1  | 1  | 1  | 18  |    |    |    |    |    | 17  |    | 2   | 1  |    | 66   |
| 2002 | 6  | 2  |    |    | 1  |    |    |    |    | 3  | 4  |    |    |    |    | 1  |    | 2  |    | 2  |    |    |    | 3  | 7   |    |    | 3  |    |    | 33  |    | 4   |    |    | 71   |
| 2003 | 2  | 3  | 1  |    |    |    |    |    | 1  | 3  | 3  |    |    | 2  |    |    |    |    |    | 7  |    |    |    | 3  | 14  |    |    |    |    |    | 24  |    | 2   |    |    | 65   |
| 2004 |    | 2  | 1  |    |    |    |    |    |    | 2  | 2  |    |    |    |    |    | 1  |    |    | 4  |    |    | 2  | 7  | 6   |    |    | 4  |    |    | 23  |    | 5   |    |    | 59   |
| 2005 | 5  | 4  | 1  |    | 2  |    | 1  | 1  |    | 1  | 3  |    |    | 5  |    |    | 1  | 1  |    | 5  |    |    |    | 4  | 4   |    |    | 3  |    |    | 19  |    |     |    |    | 60   |
| 2006 |    | 1  |    |    | 1  |    |    |    |    | 4  |    |    |    | 1  |    |    |    | 1  | 1  | 4  |    |    | 1  | 5  | 4   |    |    | 1  |    | 1  | 24  |    | 4   |    |    | 53   |
| 2007 |    | 3  |    | 1  |    |    |    |    |    |    | 1  |    |    | 2  |    |    |    |    |    |    |    |    |    | 2  | 3   |    |    | 1  | 1  | 2  | 26  |    |     |    |    | 42   |
| 2008 |    |    |    |    |    |    |    |    |    | 2  | 3  |    |    |    | 1  |    |    | 2  |    |    |    |    |    | 2  | 2   |    |    | 3  |    |    | 18  |    | 4   |    |    | 37   |
| 2009 | 1  | 6  |    |    |    |    |    |    |    | 2  | 3  |    |    | 1  |    |    |    |    |    |    |    |    |    | 5  | 3   |    |    | 2  |    | 2  | 24  |    | 3   |    |    | 52   |
| 2010 |    | 5  |    | 1  |    |    |    |    |    | 1  | 2  |    |    |    |    | 1  |    | 3  |    |    |    |    |    | 8  | 3   |    |    |    |    |    | 17  | 1  | 3   | 1  |    | 46   |
| 2011 | 1  | 6  |    | 4  |    |    |    | 1  |    | 2  | 4  | 1  |    |    |    |    |    | 2  |    |    |    |    |    | 5  | 2   |    |    | 1  |    |    | 13  |    | 1   |    |    | 43   |
| 2012 |    |    |    | 6  |    |    |    | 1  |    | 3  |    | 1  |    |    |    |    |    | 6  |    |    |    |    |    | 3  | 6   |    |    |    | 2  |    | 15  |    |     |    |    | 43   |
| 2013 | 2  | 1  |    | 2  |    |    |    |    |    | 7  | 1  |    |    |    |    |    |    |    |    |    |    |    |    | 3  | 6   |    |    |    |    |    | 16  |    | 1   |    |    | 39   |
| 2014 | 10 |    |    | 1  |    |    |    |    |    | 8  | 2  |    |    |    |    |    |    |    |    |    |    |    |    | 1  | 3   |    |    |    |    |    | 10  |    |     |    |    | 35   |
| 2015 | 6  |    |    |    |    |    |    |    |    | 2  | 5  |    |    |    |    |    |    |    |    |    |    |    |    |    | 1   |    |    |    |    |    | 13  |    | 1   |    |    | 28   |
| 2016 | 1  | 2  |    |    |    |    |    |    |    | 1  | 9  |    |    |    |    |    |    |    |    |    |    |    |    |    |     |    |    |    |    |    | 7   |    |     |    |    | 20   |
| 2017 | 1  | 3  | 4  |    |    |    |    |    |    | 3  | 1  |    |    |    |    |    |    |    |    |    |    |    |    | 2  |     |    |    |    |    |    | 7   | 2  |     |    |    | 23   |
| Σ    | 88 | 61 | 31 | 37 | 13 | 1  | 1  | 16 | 3  | 95 | 70 | 3  | 12 | 20 | 3  | 28 | 5  | 21 | 3  | 43 | 3  | 1  | 12 | 53 | 112 | 2  | 3  | 43 | 3  | 6  | 545 | 7  | 113 | 5  | 1  | 1465 |

| Jahr | AL | AR | FL | GA | NC | OK | TX | VA | Σ  |
| ---- | -- | -- | -- | -- | -- | -- | -- | -- | -- |
| 1984 |    |    |    |    | 1  |    |    |    | 1  |
| 1998 |    |    | 1  |    |    |    | 1  |    | 2  |
| 2000 |    | 1  |    |    |    |    | 1  |    | 2  |
| 2001 |    |    |    |    |    | 3  |    |    | 3  |
| 2002 | 1  |    | 1  |    |    |    |    |    | 2  |
| 2005 |    |    |    |    |    |    | 1  |    | 1  |
| 2010 |    |    |    |    |    |    |    | 1  | 1  |
| 2013 |    |    |    |    |    |    | 1  |    | 1  |
| 2014 |    |    |    |    |    |    | 2  |    | 2  |
| 2015 |    |    |    | 1  |    |    |    |    | 1  |
| Σ    | 1  | 1  | 2  | 1  | 1  | 3  | 6  | 1  | 16 |

| Jahr | AZ | CA | FL | GA | LA | NV | OK | TX | VA | Σ  |
| ---- | -- | -- | -- | -- | -- | -- | -- | -- | -- | -- |
| 1988 |    |    |    |    | 1  |    |    |    |    | 1  |
| 1993 |    |    |    |    |    |    |    | 2  |    | 2  |
| 1995 |    |    |    | 1  |    |    |    |    |    | 1  |
| 1997 |    |    | 1  |    |    |    |    | 1  | 1  | 3  |
| 1998 | 1  |    |    |    |    |    | 1  |    | 1  | 3  |
| 1999 | 2  | 1  |    |    |    | 1  |    | 1  |    | 5  |
| 2000 |    |    |    |    |    |    |    | 1  |    | 1  |
| 2001 |    |    |    |    |    | 1  | 1  |    |    | 2  |
| 2002 |    |    | 1  |    |    |    |    | 1  | 1  | 3  |
| 2003 |    |    |    |    |    |    |    | 1  |    | 1  |
| 2004 |    |    |    |    |    |    | 1  |    |    | 1  |
| 2006 |    |    | 1  |    |    |    |    | 1  |    | 2  |
| 2008 |    |    |    |    |    |    |    | 2  |    | 2  |
| 2009 |    |    |    |    |    |    |    | 1  | 1  | 2  |
| 2011 |    |    | 1  |    |    |    |    | 1  |    | 2  |
| 2014 |    |    | 1  |    |    |    |    | 3  |    | 4  |
| 2015 |    |    |    |    |    |    |    |    | 1  | 1  |
| 2017 |    |    |    |    |    |    |    | 1  |    | 1  |
| Σ    | 3  | 1  | 5  | 1  | 1  | 2  | 3  | 16 | 5  | 37 |

| Jahr | MO | GA | LA | OK | SC | TX | VA | Σ  |
| ---- | -- | -- | -- | -- | -- | -- | -- | -- |
| 1985 |    |    |    |    |    | 1  |    | 1  |
| 1986 |    |    |    |    | 1  | 1  |    | 2  |
| 1990 |    |    | 1  |    |    |    |    | 1  |
| 1992 |    |    |    |    |    | 1  |    | 1  |
| 1993 | 1  | 1  |    |    |    | 2  |    | 4  |
| 1998 |    |    |    |    |    | 2  | 1  | 3  |
| 1999 |    |    |    | 1  |    |    |    | 1  |
| 2000 |    |    |    |    |    | 2  | 2  | 4  |
| 2001 |    |    |    |    |    | 1  |    | 1  |
| 2002 |    |    |    |    |    | 3  |    | 3  |
| 2003 |    |    |    | 1  |    |    |    | 1  |
| Σ    | 1  | 1  | 1  | 2  | 1  | 13 | 3  | 22 |

| Jahr | MO | AL | AR | AZ | CA | CT | DE | FE | FL | GA | ID | IL | IN | KY | LA | MD | MT | NC | NM | NV | OH | OK | OR | PA | SC | SD | TN | TX | UT | VA | WA | Σ   |
| ---- | -- | -- | -- | -- | -- | -- | -- | -- | -- | -- | -- | -- | -- | -- | -- | -- | -- | -- | -- | -- | -- | -- | -- | -- | -- | -- | -- | -- | -- | -- | -- | --- |
| 1977 |    |    |    |    |    |    |    |    |    |    |    |    |    |    |    |    |    |    |    |    |    |    |    |    |    |    |    |    | 1  |    |    | 1   |
| 1979 |    |    |    |    |    |    |    |    |    |    |    |    |    |    |    |    |    |    |    | 1  |    |    |    |    |    |    |    |    |    |    |    | 1   |
| 1981 |    |    |    |    |    |    |    |    |    |    |    |    | 1  |    |    |    |    |    |    |    |    |    |    |    |    |    |    |    |    |    |    | 1   |
| 1982 |    |    |    |    |    |    |    |    |    |    |    |    |    |    |    |    |    |    |    |    |    |    |    |    |    |    |    |    |    | 1  |    | 1   |
| 1985 |    |    |    |    |    |    |    |    |    |    |    |    | 1  |    |    |    |    |    |    | 1  |    |    |    |    |    |    |    | 2  |    |    |    | 4   |
| 1986 |    |    |    |    |    |    |    |    |    |    |    |    |    |    |    |    |    |    |    |    |    |    |    |    |    |    |    | 1  |    |    |    | 1   |
| 1987 |    |    |    |    |    |    |    |    |    |    |    |    |    |    |    |    |    |    |    |    |    |    |    |    |    |    |    | 2  |    |    |    | 2   |
| 1988 |    |    |    |    |    |    |    |    |    |    |    |    |    |    |    |    |    |    |    |    |    |    |    |    |    |    |    |    | 1  |    |    | 1   |
| 1989 |    |    |    |    |    |    |    |    |    |    |    |    |    |    |    |    |    |    |    | 2  |    |    |    |    |    |    |    |    |    |    |    | 2   |
| 1990 | 2  |    | 1  |    |    |    |    |    |    |    |    | 1  |    |    |    |    |    |    |    | 1  |    |    |    |    |    |    |    | 2  |    |    |    | 7   |
| 1992 |    |    |    |    |    |    | 1  |    |    |    |    |    |    |    |    |    |    |    |    |    |    |    |    |    |    |    |    |    |    |    |    | 1   |
| 1993 |    |    |    | 1  | 1  |    | 1  |    | 1  |    |    |    |    |    |    |    |    |    |    |    |    |    |    |    |    |    |    | 1  |    | 1  | 1  | 7   |
| 1994 |    |    |    |    |    |    |    |    |    |    | 1  |    |    |    |    | 1  |    |    |    |    |    |    |    |    |    |    |    | 2  |    |    |    | 4   |
| 1995 |    |    |    |    |    |    | 1  |    |    |    |    |    |    |    |    |    |    | 1  |    |    |    | 1  |    | 2  |    |    |    | 1  |    | 1  |    | 7   |
| 1996 |    |    |    | 1  |    |    | 1  |    |    |    |    |    |    |    |    |    |    |    |    |    |    |    | 1  |    | 3  |    |    | 2  | 1  |    |    | 9   |
| 1997 |    |    |    |    |    |    |    |    |    |    |    |    |    |    |    |    |    |    |    |    |    | 1  | 1  |    | 1  |    |    | 2  |    |    |    | 5   |
| 1998 |    |    |    | 1  |    |    |    |    |    |    |    | 1  | 1  |    |    |    |    | 1  |    | 1  |    | 2  |    |    |    |    |    | 1  |    |    | 1  | 9   |
| 1999 |    |    | 1  |    |    |    |    |    |    |    |    |    |    | 1  |    |    |    | 1  |    | 1  | 1  |    |    | 1  |    |    |    | 4  | 1  | 1  |    | 12  |
| 2000 | 1  | 1  | 1  |    |    |    |    |    | 2  |    |    |    |    |    |    |    |    |    |    |    |    |    |    |    |    |    |    |    |    |    |    | 5   |
| 2001 |    |    | 1  |    | 1  |    |    | 1  |    |    |    |    | 1  |    |    |    |    |    | 1  | 1  |    | 2  |    |    |    |    |    |    |    | 1  | 1  | 10  |
| 2002 |    | 1  |    |    |    |    |    |    | 2  |    |    |    |    |    |    |    |    |    |    |    |    | 1  |    |    | 1  |    |    |    |    | 2  |    | 7   |
| 2003 | 1  |    |    |    |    |    |    |    | 2  |    |    |    |    |    |    |    |    |    |    |    |    |    |    |    |    |    |    | 1  |    |    |    | 4   |
| 2004 |    | 1  |    |    |    |    |    |    | 1  |    |    |    |    |    |    |    |    | 1  |    | 2  | 2  |    |    |    |    |    |    | 2  |    | 1  |    | 10  |
| 2005 |    | 1  |    |    |    | 1  |    |    | 1  |    |    |    | 1  |    |    |    |    |    |    |    | 1  |    |    |    | 1  |    |    | 2  |    |    |    | 8   |
| 2006 |    |    |    |    |    |    |    |    |    |    |    |    |    |    |    |    | 1  |    |    | 1  | 2  |    |    |    | 1  |    |    |    |    |    |    | 5   |
| 2007 |    |    |    | 1  |    |    |    |    |    |    |    |    |    |    |    |    |    |    |    |    | 1  |    |    |    |    | 1  | 1  | 1  |    |    |    | 5   |
| 2008 |    |    |    |    |    |    |    |    |    |    |    |    |    | 1  |    |    |    |    |    |    |    |    |    |    | 1  |    |    | 1  |    |    |    | 3   |
| 2009 |    | 1  |    |    |    |    |    |    |    |    |    |    |    |    |    |    |    |    |    |    |    |    |    |    |    |    |    | 1  |    |    |    | 2   |
| 2010 |    |    |    |    |    |    |    |    |    |    |    |    |    |    | 1  |    |    |    |    |    |    |    |    |    |    |    |    |    |    |    |    | 1   |
| 2011 |    | 1  |    |    |    |    |    |    |    |    |    |    |    |    |    |    |    |    |    |    |    |    |    |    | 1  |    |    |    |    |    |    | 2   |
| 2012 |    |    |    |    |    |    | 1  |    |    |    |    |    |    |    |    |    |    |    |    |    |    |    |    |    |    | 1  |    |    |    |    |    | 2   |
| 2013 |    | 1  |    |    |    |    |    |    | 1  |    |    |    |    |    |    |    |    |    |    |    |    |    |    |    |    |    |    |    |    | 1  |    | 3   |
| 2015 |    |    |    |    |    |    |    |    |    |    |    |    |    |    |    |    |    |    |    |    |    |    |    |    |    |    |    | 1  |    |    |    | 1   |
| 2016 |    |    |    |    |    |    |    |    |    | 1  |    |    |    |    |    |    |    |    |    |    |    |    |    |    |    |    |    | 1  |    |    |    | 2   |
| Σ    | 4  | 7  | 4  | 4  | 2  | 1  | 5  | 1  | 10 | 1  | 1  | 2  | 5  | 2  | 1  | 1  | 1  | 4  | 1  | 11 | 7  | 7  | 2  | 3  | 9  | 2  | 1  | 30 | 4  | 9  | 3  | 147 |

| Staat                | Einwohner  | Hinrichtungen | Hinrichtungen pro 100.000 Einwohner |
| -------------------- | ---------- | ------------- | ----------------------------------- |
| Oklahoma             | 3.751.351  | 112           | 2,99                                |
| Texas                | 25.145.561 | 531           | 2,11                                |
| Delaware             | 897.934    | 16            | 1,78                                |
| Missouri             | 5.988.927  | 86            | 1,44                                |
| Virginia             | 8.001.024  | 111           | 1,39                                |
| Alabama              | 4.779.736  | 56            | 1,17                                |
| South Carolina       | 4.625.364  | 43            | 0,93                                |
| Arkansas             | 2.915.918  | 27            | 0,93                                |
| Mississippi          | 2.967.297  | 21            | 0,71                                |
| Georgia              | 9.687.653  | 60            | 0,62                                |
| Louisiana            | 4.533.372  | 28            | 0,62                                |
| Arizona              | 6.392.017  | 37            | 0,58                                |
| Florida              | 18.801.310 | 92            | 0,49                                |
| Ohio                 | 11.536.504 | 53            | 0,46                                |
| North Carolina       | 9.535.483  | 43            | 0,45                                |
| Nevada               | 2.700.551  | 12            | 0,44                                |
| South Dakota         | 814.180    | 3             | 0,37                                |
| Indiana              | 6.483.802  | 20            | 0,31                                |
| Montana              | 989.415    | 3             | 0,30                                |
| Utah                 | 2.763.885  | 7             | 0,25                                |
| Idaho                | 1.567.582  | 3             | 0,19                                |
| Wyoming              | 563.626    | 1             | 0,18                                |
| Nebraska             | 1.826.341  | 3             | 0,16                                |
| Tennessee            | 6.346.105  | 6             | 0,09                                |
| Illinois             | 12.830.632 | 12            | 0,09                                |
| Maryland             | 5.773.552  | 5             | 0,09                                |
| Washington           | 6.724.540  | 5             | 0,07                                |
| Kentucky             | 4.339.367  | 3             | 0,07                                |
| Oregon               | 3.831.074  | 2             | 0,05                                |
| New Mexico           | 2.059.179  | 1             | 0,05                                |
| Kalifornien          | 37.253.956 | 13            | 0,03                                |
| Connecticut          | 3.574.097  | 1             | 0,03                                |
| Pennsylvania         | 12.702.379 | 3             | 0,02                                |
| Colorado             | 5.029.196  | 1             | 0,02                                |
| New York             | 19.378.102 |               | 0,00                                |
| Michigan             | 9.883.640  |               | 0,00                                |
| Massachusetts        | 6.547.629  |               | 0,00                                |
| Wisconsin            | 5.686.986  |               | 0,00                                |
| Minnesota            | 5.303.925  |               | 0,00                                |
| Iowa                 | 3.046.355  |               | 0,00                                |
| Kansas               | 2.853.118  |               | 0,00                                |
| West Virginia        | 1.852.994  |               | 0,00                                |
| Hawaii               | 1.360.301  |               | 0,00                                |
| Maine                | 1.328.361  |               | 0,00                                |
| New Hampshire        | 1.316.470  |               | 0,00                                |
| Rhode Island         | 1.052.567  |               | 0,00                                |
| Alaska               | 710.231    |               | 0,00                                |
| North Dakota         | 672.591    |               | 0,00                                |
| Vermont              | 625.741    |               | 0,00                                |
| District of Columbia | 601.723    |               | 0,00                                |

|                        | 1979 | 81 | 82 | 83 | 84 | 85 | 86 | 87 | 88 | 89 | 90 | 91 | 92 | 93 | 94 | 95 | 96 | 97 | 98 | 99 | 2000 | 01 | 02 | 03 | 04 | 05 | 06 | 07 | 08 | 09 | 10 | 11 | 12 | 13 | 14 | 15 | 16 | 17 | Σ   |
| ---------------------- | ---- | -- | -- | -- | -- | -- | -- | -- | -- | -- | -- | -- | -- | -- | -- | -- | -- | -- | -- | -- | ---- | -- | -- | -- | -- | -- | -- | -- | -- | -- | -- | -- | -- | -- | -- | -- | -- | -- | --- |
| AL Jefferson           |      |    |    |    |    |    |    |    |    | 1  | 1  |    |    |    |    | 1  |    | 2  |    |    | 1    |    |    | 1  |    |    |    |    |    | 2  | 1  |    |    |    |    |    | 1  | 1  | 12  |
| AL Madison             |      |    |    |    |    |    |    |    |    |    |    |    |    |    |    |    |    |    | 1  |    |      |    | 1  |    |    |    |    |    |    |    |    | 2  |    |    |    |    | 1  |    | 5   |
| AL Mobile              |      |    |    | 1  |    |    | 1  | 1  |    | 1  |    |    | 1  |    |    |    |    | 1  |    |    | 1    |    |    |    |    |    | 1  |    |    |    | 1  | 1  |    |    |    |    |    |    | 10  |
| AR Pulaski             |      |    |    |    |    |    |    |    |    |    |    |    |    |    |    |    |    |    |    |    | 2    |    |    | 1  |    |    |    |    |    |    |    |    |    |    |    |    |    | 2  | 5   |
| AZ Maricopa            |      |    |    |    |    |    |    |    |    |    |    |    |    |    |    |    | 1  |    | 2  | 2  |      |    |    |    |    |    |    | 1  |    |    | 1  | 2  | 2  |    |    |    |    |    | 11  |
| AZ Pima                |      |    |    |    |    |    |    |    |    |    |    |    | 1  |    |    | 1  | 1  |    | 2  | 3  | 1    |    |    |    |    |    |    |    |    |    |    | 1  | 1  | 1  | 1  |    |    |    | 13  |
| DE Kent                |      |    |    |    |    |    |    |    |    |    |    |    |    |    | 1  |    | 2  |    |    | 2  |      | 1  |    |    |    |    |    |    |    |    |    |    |    |    |    |    |    |    | 6   |
| DE New Castle          |      |    |    |    |    |    |    |    |    |    |    |    | 1  | 1  |    | 1  | 1  |    |    |    | 1    | 1  |    |    |    | 1  |    |    |    |    |    | 1  | 1  |    |    |    |    |    | 9   |
| FL Duval               |      |    |    |    | 2  | 1  | 2  |    |    |    | 1  |    | 1  |    |    |    |    |    |    |    |      |    |    |    |    |    |    |    |    |    |    |    |    |    |    |    |    | 1  | 8   |
| FL Hillsborough        |      |    |    |    | 1  |    |    |    |    |    |    |    |    |    |    |    |    |    |    |    |      |    |    | 1  |    |    |    |    |    | 1  |    | 1  |    |    |    |    |    | 1  | 5   |
| FL Miami-Dade          |      |    |    | 1  | 1  | 1  |    | 1  |    |    |    |    |    |    | 1  | 1  |    |    |    |    |      |    | 1  |    |    |    | 1  |    |    |    |    | 1  | 1  | 1  | 1  |    |    |    | 12  |
| FL Orange              |      |    |    |    | 1  |    |    |    |    |    |    |    |    |    |    | 1  |    | 1  | 1  |    | 1    |    | 1  |    |    |    |    |    |    |    |    |    |    | 2  |    | 1  | 1  |    | 9   |
| FL Pinellas            |      |    |    |    |    |    |    |    |    |    | 1  |    |    |    |    |    |    |    |    |    |      |    |    | 1  |    |    |    |    |    |    | 1  |    | 2  | 1  |    |    |    |    | 6   |
| GA Bibb                |      |    |    | 1  |    | 1  |    | 1  |    |    |    |    |    |    |    |    |    |    | 1  |    |      | 1  |    |    |    |    |    |    |    |    |    |    |    |    |    |    |    |    | 5   |
| GA Cobb                |      |    |    |    |    | 1  |    |    |    |    |    |    |    |    |    | 1  |    |    |    |    |      | 1  |    |    |    |    |    |    |    |    |    | 1  |    |    | 1  |    | 1  |    | 6   |
| GA Muscogee            |      |    |    |    |    |    | 1  | 2  |    |    |    |    |    |    | 1  |    |    |    |    |    |      |    | 1  |    |    |    |    |    |    |    |    |    |    |    |    |    |    |    | 5   |
| IL Cook                |      |    |    |    |    |    |    |    |    |    |    |    |    |    | 1  | 2  |    | 2  |    |    |      |    |    |    |    |    |    |    |    |    |    |    |    |    |    |    |    |    | 5   |
| IN Marion              |      | 1  |    |    |    |    |    |    |    |    |    |    |    |    | 1  |    | 1  | 1  |    |    |      |    |    |    |    | 1  |    |    |    |    |    |    |    |    |    |    |    |    | 5   |
| MO Jackson             |      |    |    |    |    |    |    |    |    |    |    |    |    | 1  |    | 1  |    |    |    | 1  | 1    |    | 2  |    |    |    |    |    |    |    |    |    |    |    | 2  | 1  |    |    | 9   |
| MO St. Charles         |      |    |    |    |    |    |    |    |    |    |    |    |    |    |    |    | 1  |    |    |    |      |    | 1  |    |    |    |    |    |    |    |    |    |    |    | 2  | 1  |    |    | 5   |
| MO St. Louis           |      |    |    |    |    |    |    |    |    |    | 1  | 1  |    |    |    |    |    |    |    | 3  | 1    | 2  |    |    |    | 5  |    |    |    |    |    |    |    |    | 2  | 2  |    |    | 17  |
| MO St. Louis City      |      |    |    |    |    |    |    |    |    |    |    |    |    | 1  |    | 3  | 1  | 1  | 2  | 1  | 1    | 1  |    |    |    |    |    |    |    |    |    | 1  |    | 1  |    |    |    |    | 13  |
| NC Mecklenburg         |      |    |    |    |    |    |    |    |    |    |    | 1  |    |    |    |    |    |    | 1  |    |      | 1  |    | 1  |    | 1  |    |    |    |    |    |    |    |    |    |    |    |    | 5   |
| NV Clark               | 1    |    |    |    |    | 1  |    |    |    | 1  | 1  |    |    |    |    |    | 1  |    | 1  |    |      | 1  |    |    | 1  |    |    |    |    |    |    |    |    |    |    |    |    |    | 8   |
| OH Cuyahoga            |      |    |    |    |    |    |    |    |    |    |    |    |    |    |    |    |    |    |    | 1  |      | 1  |    | 1  | 1  |    |    |    |    |    | 1  | 2  |    | 1  |    |    |    | 1  | 9   |
| OH Hamilton            |      |    |    |    |    |    |    |    |    |    |    |    |    |    |    |    |    |    |    |    |      |    | 2  |    | 1  | 2  |    |    |    | 1  | 2  | 2  |    |    |    |    |    |    | 10  |
| OH Summit              |      |    |    |    |    |    |    |    |    |    |    |    |    |    |    |    |    |    |    |    |      |    |    |    | 1  | 1  | 1  |    | 1  |    | 1  |    | 1  |    |    |    |    |    | 7   |
| OK Comanche            |      |    |    |    |    |    |    |    |    |    |    |    |    |    |    |    |    |    |    | 1  |      | 1  |    | 3  |    | 1  |    |    |    |    |    |    |    |    |    |    |    |    | 6   |
| OK Oklahoma            |      |    |    |    |    |    |    |    |    |    |    |    | 1  |    |    |    |    |    |    | 2  | 6    | 8  | 7  | 6  | 2  | 2  | 1  |    | 1  |    |    |    | 2  | 1  | 1  |    |    |    | 40  |
| OK Tulsa               |      |    |    |    |    |    |    |    |    |    |    |    |    |    |    | 1  | 1  |    | 1  |    | 1    | 3  |    |    | 1  | 1  |    | 1  |    | 1  | 1  | 1  | 2  | 1  | 1  |    |    |    | 17  |
| SC Charleston          |      |    |    |    |    |    |    |    |    |    |    |    |    |    |    |    | 3  | 1  |    | 2  |      |    | 1  |    |    |    |    |    | 1  |    |    |    |    |    |    |    |    |    | 8   |
| TX Bexar               |      |    |    |    |    | 1  |    | 1  | 1  |    |    |    |    | 1  | 1  | 3  |    | 2  | 1  | 2  | 2    | 2  |    | 1  | 1  |    | 2  | 4  | 1  | 4  | 1  | 3  | 2  |    | 1  | 3  |    | 2  | 42  |
| TX Bowie               |      |    |    |    |    |    |    |    |    |    |    |    |    |    |    |    |    | 1  |    |    |      |    | 1  |    |    | 1  | 1  |    |    |    |    | 1  |    |    |    |    |    |    | 5   |
| TX Brazos              |      |    |    |    |    |    |    |    |    |    |    |    | 2  | 2  | 1  |    |    |    | 1  | 2  |      |    | 2  |    | 1  |    |    |    |    |    |    |    |    | 1  |    |    |    |    | 12  |
| TX Cameron             |      |    |    |    |    |    |    |    |    |    |    | 1  | 1  | 1  |    |    |    | 2  |    |    |      |    |    |    |    |    | 1  |    |    |    |    |    |    |    |    |    |    |    | 6   |
| TX Collin              |      |    |    |    |    |    |    |    |    |    |    |    |    |    |    |    |    | 1  |    | 1  |      |    |    |    | 1  |    |    |    |    |    | 2  |    |    |    |    |    | 1  |    | 5   |
| TX Dallas              |      |    |    |    |    |    | 1  |    |    |    |    |    |    | 1  | 1  | 5  |    |    | 2  | 5  | 6    | 2  | 3  | 2  | 1  | 1  | 2  | 2  | 6  | 1  | 2  | 2  | 5  | 2  | 1  | 2  |    | 1  | 56  |
| TX Denton              |      |    |    |    |    |    |    |    |    |    |    |    |    |    |    |    |    | 1  |    |    |      |    |    |    |    |    | 1  | 2  |    |    |    | 1  |    |    |    |    |    |    | 5   |
| TX El Paso             |      |    |    |    |    |    | 1  | 2  |    |    |    |    |    |    |    |    |    |    |    |    |      |    |    |    |    |    |    |    |    | 1  | 1  |    |    |    |    |    |    |    | 5   |
| TX Galveston           |      |    |    |    |    |    | 1  |    |    |    |    |    |    |    | 2  |    |    |    |    |    | 1    | 1  |    |    |    | 1  |    |    |    |    |    |    |    |    |    |    |    |    | 6   |
| TX Gregg               |      |    |    |    |    |    |    |    |    |    |    |    |    |    |    |    |    |    |    | 1  |      |    | 1  |    |    |    |    | 1  | 1  |    |    |    | 1  |    |    |    |    |    | 5   |
| TX Harris              |      |    |    |    | 1  |    | 4  | 1  | 1  | 3  | 3  | 2  | 6  | 7  | 7  | 4  | 1  | 11 | 3  | 5  | 1    | 1  | 4  | 4  | 8  | 6  | 9  | 9  | 4  | 6  | 3  | 1  | 1  | 3  | 3  | 2  | 2  |    | 126 |
| TX Jefferson           |      |    |    |    | 1  | 1  |    | 1  |    |    | 1  |    |    | 1  |    | 1  |    |    |    | 1  |      |    | 2  | 1  | 2  | 1  |    |    |    |    |    |    | 1  | 1  |    |    |    |    | 15  |
| TX Lubbock             |      |    |    |    |    |    |    |    |    |    |    |    |    |    |    | 1  |    |    |    |    | 2    | 3  |    |    |    |    | 1  |    |    | 1  |    |    |    | 2  |    |    |    |    | 10  |
| TX McLennan            |      |    |    |    |    |    |    |    |    |    |    |    |    | 1  |    |    |    | 2  | 1  | 1  | 1    |    | 1  |    |    |    |    |    |    |    |    |    |    | 1  |    |    |    |    | 8   |
| TX Montgomery          |      |    |    |    |    |    |    | 1  |    |    |    | 1  |    |    |    | 1  |    |    | 1  |    | 2    | 2  | 2  | 3  |    |    |    |    |    |    | 1  |    | 2  |    |    |    |    |    | 16  |
| TX Navarro             |      |    |    |    |    |    |    |    |    |    |    |    |    | 1  |    |    |    | 1  |    |    | 1    |    |    |    | 1  | 1  |    |    |    |    |    |    |    | 1  |    |    |    |    | 6   |
| TX Nueces              |      |    |    |    |    |    | 1  |    |    |    |    |    |    |    | 1  |    |    | 1  |    | 1  |      | 1  | 2  | 1  |    | 2  |    |    |    |    |    | 1  |    |    | 1  | 1  |    |    | 13  |
| TX Potter              |      |    |    |    |    | 1  | 1  |    |    |    |    |    | 1  |    | 1  |    | 1  | 1  |    |    |      |    |    | 1  |    |    | 1  | 2  | 1  |    |    |    |    |    |    |    |    |    | 11  |
| TX Smith               |      |    |    |    |    |    |    |    |    |    |    |    |    |    |    |    |    |    |    | 1  | 3    | 1  | 1  | 1  |    |    | 1  | 1  |    |    |    |    |    | 1  |    | 2  |    |    | 12  |
| TX Tarrant             |      |    | 1  |    |    | 2  |    |    |    |    |    |    |    |    |    | 1  | 1  | 4  | 3  | 4  | 3    | 2  | 1  | 1  | 2  |    | 2  |    | 2  | 5  |    | 2  | 1  |    | 1  |    |    | 2  | 40  |
| TX Taylor              |      |    |    |    |    |    |    |    |    |    |    |    |    |    |    | 1  |    |    |    | 2  | 2    |    |    |    |    |    |    |    |    |    |    |    |    |    |    |    |    |    | 5   |
| TX Travis              |      |    |    |    |    |    |    |    |    |    |    |    |    |    |    |    |    | 1  | 1  | 1  |      |    |    | 2  |    | 2  |    |    |    |    | 1  |    |    |    |    |    |    |    | 8   |
| VA Chesterfield        |      |    |    |    |    |    |    |    |    |    |    |    | 1  | 1  |    |    |    |    |    | 5  |      |    |    |    |    |    | 1  |    |    |    |    |    |    |    |    |    |    |    | 8   |
| VA Fairfax             |      |    |    |    |    |    |    |    |    |    | 1  |    |    |    |    |    |    |    | 2  |    | 1    |    | 1  |    |    |    |    |    |    |    |    |    |    |    |    | 1  |    |    | 6   |
| VA Hampton City        |      |    |    |    |    |    |    |    |    |    |    | 1  |    |    |    | 1  |    | 1  |    | 1  |      |    |    |    | 1  |    |    |    |    |    |    |    |    |    |    |    |    |    | 5   |
| VA Pittsylvania        |      |    |    |    |    |    |    |    |    |    |    |    |    |    |    |    |    | 1  | 2  | 1  |      |    |    |    |    |    |    |    |    |    | 1  |    |    |    |    |    |    |    | 5   |
| VA Portsmouth City     |      |    |    |    |    |    |    |    |    |    | 1  |    |    |    |    |    |    | 2  |    | 1  |      |    |    |    |    |    | 1  |    |    |    |    |    |    |    |    |    |    |    | 5   |
| VA Prince William      |      |    |    |    |    |    |    |    |    |    |    |    | 1  |    |    |    |    | 2  | 1  | 1  | 1    |    |    |    |    |    |    |    |    | 2  |    |    |    |    |    |    |    |    | 8   |
| VA Virginia Beach City |      |    |    |    |    |    |    |    |    |    |    | 1  |    | 2  |    |    | 1  | 2  |    |    | 2    |    |    |    |    |    |    |    |    |    |    |    |    |    |    |    |    |    | 8   |
| Σ                      | 1    | 1  | 1  | 3  | 6  | 10 | 13 | 11 | 2  | 6  | 11 | 8  | 17 | 21 | 19 | 31 | 17 | 45 | 29 | 54 | 43   | 37 | 37 | 30 | 25 | 30 | 27 | 23 | 18 | 24 | 21 | 24 | 25 | 21 | 18 | 16 | 7  | 11 | 725 |

### Quelle
Die Auswertungen basieren auf der Datenbank von Deathpenalty.org.

## Todesstrafe im Militärstrafrecht des Bundes
Der Uniform Code of Military Justice lässt bei 15 Strafvergehen die Todesstrafe zu (10 USC §§ 886 bis 934). Die Wiedereinführung der Todesstrafe im Militärstrafrecht geschah 1984 unter Präsident Reagan. Derzeit warten neun Insassen des Militärgefängnisses von Fort Leavenworth, Kansas auf ihre Hinrichtung. Bei drei Insassen ist das Verfahren noch in der Schwebe; von den Insassen sind sechs Afroamerikaner, zwei europäischstämmig und einer asiatischstämmig, alle neun Insassen sind Männer. Ein Todesurteil muss von der Jury (in der Regel mindestens zwölf Geschworene) einstimmig gesprochen werden. Wirksamkeit kann ein Todesurteil allerdings erst erlangen, nachdem der den Prozess anordnende Vorgesetzte (im Regelfall ein hochrangiger Kommandeur) das Urteil genehmigt und der Präsident der Vereinigten Staaten es ausdrücklich bestätigt hat.
Vor der Aussetzung der Todesstrafe wurde 1961 an John A. Bennett das letzte Todesurteil nach dem UCMJ vollstreckt. Nach einer Statistik des National Law Journal wurden von 1916 bis 1999 135 Personen danach verurteilt und hingerichtet.